# Phase de groupes de la Ligue Europa 2017-2018
Pour un article plus général, voir Ligue Europa 2017-2018.
Navigation
Phase finale
La phase de groupes de l'édition 2017-2018 de la Ligue Europa se déroule du 14 septembre au 7 décembre 2017. Un total de 48 équipes y prend part afin de désigner 24 des 32 participants à la phase finale.

## Tirage au sort
Le tirage au sort a lieu le 25 août 2017 au Forum Grimaldi à Monaco. Les quarante-huit équipes participantes sont divisées en quatre chapeaux sur la base de leur coefficient UEFA à la fin de la saison 2016-2017,. Celles-ci sont ensuite réparties en douze groupes de quatre équipes, avec comme restriction l'impossibilité pour deux équipes d'une même association de se rencontrer dans un groupe. De plus, le tirage a été contrôlé de sorte que les équipes d'une même association soient réparties équitablement entre les groupes A à F et G à L afin d'optimiser la couverture télévisée.
Les rencontres ont été décidées après le tirage. À chaque journée, six groupes jouent à 19h00 CEST/CET, tandis que les six autres jouent à 21h00 CEST/CET, les groupes A à F et G à L alternant entre ces deux horaires à chaque journée. D'autres restrictions sont présentes : par exemple, les équipes venant d'une même ville ne jouent généralement pas à domicile lors de la même journée pour des raisons de logistique et de contrôle de la foule, et les équipes de certains pays (la Russie par exemple) ne jouent pas à domicile lors de la dernière journée en raison de la météo hivernale et de l'obligation d'un coup d'envoi simultané.
Le 17 juillet 2014, le Panel d'urgence de l’UEFA décide que les clubs ukrainiens et russes ne peuvent être tirées ensemble « jusqu'à nouvel ordre » en raison de la situation politique entre les deux pays. De ce fait, les clubs russes du Zénith Saint-Pétersbourg (chapeau 1) et du Lokomotiv Moscou (chapeau 2), et les clubs ukrainiens du Dynamo Kiev (chapeau 1) et du Zorya Louhansk (chapeau 3) ne peuvent être tirés dans le même groupe.

## Équipes participantes
Étoile rouge de Belgrade
Partizan Belgrade
Quarante-huit équipes prennent part à la phase de groupes, ici regroupées par chapeaux. Seize de ces équipes intègrent la compétition à ce stade, vingt-deux sont issues des barrages de qualification et dix sont repêchées des barrages de qualification à la Ligue des champions. Ces dernières sont indiquées en italique.
| Légende des couleurs                                                       |
| -------------------------------------------------------------------------- |
| Premiers et deuxièmes de groupe se qualifient pour les seizièmes de finale |

| Chapeau 1                | Chapeau 1 | Chapeau 2              | Chapeau 2 | Chapeau 3           | Chapeau 3 | Chapeau 4                | Chapeau 4 |
| Club                     | Coeff.    | Club                   | Coeff.    | Club                | Coeff.    | Club                     | Coeff.    |
| ------------------------ | --------- | ---------------------- | --------- | ------------------- | --------- | ------------------------ | --------- |
| Arsenal FC N             | 105.192   | Steaua Bucarest C      | 35.370    | FK Astana           | 16.800    | Apollon Limassol         | 10.710    |
| Zénith Saint-Pétersbourg | 87.106    | Ludogorets Razgrad C   | 34.175    | Partizan Belgrade   | 16.075    | İstanbul Başakşehir      | 10.340    |
| Olympique lyonnais       | 68.833    | BATE Borisov           | 29.475    | FC Cologne          | 15.899    | Konyaspor N              | 9.840     |
| Dynamo Kiev              | 67.256    | Everton FC             | 29.192    | TSG Hoffenheim      | 15.899    | Vitesse Arnhem N         | 9.212     |
| Villarreal CF            | 64.999    | BSC Young Boys         | 28.915    | HNK Rijeka C N      | 15.550    | Slavia Prague C          | 8.135     |
| Athletic Bilbao          | 60.999    | Olympique de Marseille | 28.333    | Vitória Guimarães   | 14.866    | Étoile rouge de Belgrade | 7.325     |
| Lazio Rome               | 56.666    | Real Sociedad          | 27.499    | Atalanta Bergame    | 14.666    | Skënderbeu Korçë         | 6.825     |
| AC Milan                 | 47.666    | Maccabi Tel-Aviv       | 23.375    | Zulte Waregem N     | 14.480    | Fastav Zlín N            | 6.635     |
| Viktoria Plzeň           | 40.635    | Lokomotiv Moscou N     | 20.606    | Zorya Louhansk      | 13.526    | AEK Athènes              | 6.580     |
| Red Bull Salzbourg       | 40.570    | Austria Vienne         | 17.070    | Rosenborg BK        | 12.665    | FC Lugano                | 6.415     |
| FC Copenhague C N        | 37.800    | Hertha Berlin          | 16.899    | Sheriff Tiraspol    | 11.150    | Vardar Skopje C          | 5.125     |
| Sporting Braga           | 37.366    | OGC Nice               | 16.833    | Hapoël Beer-Sheva C | 10.875    | Östersunds FK            | 3.945     |

C : Champion national

N : Vainqueur de la coupe nationale

## Format
Dans chaque groupe, chaque équipe affronte les trois autres, à domicile et à l'extérieur suivant un format « toutes rondes », pour un total de six matchs chacun. Le premier ainsi que le deuxième du groupe sont qualifiés pour les seizièmes de finale, où ils sont alors rejoints par les huit équipes arrivées en troisième position lors de la phase de groupes de la Ligue des champions. La répartition des points est la suivante : 3 points pour une victoire, 1 point pour un match nul et 0 points pour une défaite.

### Critères de départage
En cas d’égalité de points de plusieurs équipes à l'issue des matches de groupe,
les critères suivants sont appliqués dans l'ordre indiqué pour établir leur
classement :
1. plus grand nombre de points obtenus dans les matches du groupe disputés entre les équipes concernées ;
2. meilleure différence de buts dans les matches du groupe disputés entre les équipes concernées ;
3. plus grand nombre de buts marqués dans les matches du groupe disputés entre les équipes concernées ;
4. plus grand nombre de buts marqués à l’extérieur dans les matches du groupe disputés entre les équipes concernées ;
5. si, après l’application des critères 1 à 4, plusieurs équipes sont toujours à égalité, les critères 1 à 4 sont à nouveau appliqués exclusivement aux matches entre les équipes concernées afin de déterminer leur classement final. Si cette procédure ne donne pas de résultat, les critères 6 à 12 s’appliquent ;
6. meilleure différence de buts dans tous les matches du groupe ;
7. plus grand nombre de buts marqués dans tous les matches du groupe ;
8. plus grand nombre de buts marqués à l’extérieur dans tous les matches du groupe ;
9. plus grand nombre de victoires dans tous les matches du groupe ;
10. plus grand nombre de victoires à l'extérieur dans tous les matches du groupe ;
11. total le plus faible de points disciplinaires sur la base uniquement des cartons jaunes et des cartons rouges reçus durant tous les matches du groupe (carton rouge = 3 points, carton jaune = 1 point, expulsion pour deux cartons jaunes au cours d'un match = 3 points) ;
12. meilleur coefficient de club.

Légende des classements
- Qualification pour les seizièmes de finale

Légende des résultats
- Victoire à domicile
- Match nul
- Victoire à l'extérieur

## Groupes
Les jours de match sont le 14 septembre, le 28 septembre, le 19 octobre, le 2 novembre, le 23 novembre et le 7 décembre 2017. Les horaires de coup d'envoi sont 19h00 et 21h05 CEST/CET. Jusqu'au 29 octobre 2017 (journées 1 à 3), les horaires sont en CEST (UTC+2), elles passent ensuite en CET (UTC+1) pour les journées 4 à 6.

### Groupe A
| Rang | Équipe           | Pts | J | G | N | P | Bp | Bc | Diff |  | Résultats (▼ dom., ► ext.) |     |     |     |     |
| ---- | ---------------- | --- | - | - | - | - | -- | -- | ---- |  | -------------------------- | --- | --- | --- | --- |
| 1    | Villarreal CF    | 11  | 6 | 3 | 2 | 1 | 10 | 6  | +4   |  | Villarreal CF              |     | 3-1 | 2-2 | 0-1 |
| 2    | FK Astana        | 10  | 6 | 3 | 1 | 2 | 10 | 7  | +3   |  | FK Astana                  | 2-3 |     | 1-1 | 4-0 |
| 3    | Slavia Prague    | 8   | 6 | 2 | 2 | 2 | 6  | 6  | 0    |  | Slavia Prague              | 0-2 | 0-1 |     | 1-0 |
| 4    | Maccabi Tel-Aviv | 4   | 6 | 1 | 1 | 4 | 1  | 8  | -7   |  | Maccabi Tel-Aviv           | 0-0 | 0-1 | 0-2 |     |

| 1re journée                  | Villarreal CF                             | 3 - 1   | FK Astana      | Stade de la Cerámica, Vila-real                  |                                                  |
| 14 septembre 2017 19h00 CEST | Sansone 16e · Bakambu 75e · Cheryshev 77e | (1 - 0) | 68e Logvinenko | Spectateurs : 14 670 Arbitrage : Srđan Jovanović | Spectateurs : 14 670 Arbitrage : Srđan Jovanović |
| 14 septembre 2017 19h00 CEST | Rapport                                   |         |                | Spectateurs : 14 670 Arbitrage : Srđan Jovanović | Spectateurs : 14 670 Arbitrage : Srđan Jovanović |

| 14 septembre 2017 | Slavia Prague | 1 - 0   | Maccabi Tel-Aviv | Eden Aréna, Prague                                    |                                                       |
| 19h00 CEST        | Necid 12e     | (1 - 0) |                  | Spectateurs : 13 035 Arbitrage : Robert Schörgenhofer | Spectateurs : 13 035 Arbitrage : Robert Schörgenhofer |
| 19h00 CEST        | Rapport       |         |                  | Spectateurs : 13 035 Arbitrage : Robert Schörgenhofer | Spectateurs : 13 035 Arbitrage : Robert Schörgenhofer |

| 2e journée                   | FK Astana   | 1 - 1   | Slavia Prague      | Astana Arena, Astana                            |                                                 |
| 28 septembre 2017 17h00 CEST | Tomasov 42e | (1 - 1) | 18e Ngadeu-Ngadjui | Spectateurs : 17 215 Arbitrage : Andreas Ekberg | Spectateurs : 17 215 Arbitrage : Andreas Ekberg |
| 28 septembre 2017 17h00 CEST | Rapport     |         |                    | Spectateurs : 17 215 Arbitrage : Andreas Ekberg | Spectateurs : 17 215 Arbitrage : Andreas Ekberg |

| 28 septembre 2017 | Maccabi Tel-Aviv | 0 - 0   | Villarreal CF | Stade de Netanya, Netanya                     |                                               |
| 21h05 CEST        |                  | (0 - 0) |               | Spectateurs : 11 865 Arbitrage : Craig Pawson | Spectateurs : 11 865 Arbitrage : Craig Pawson |
| 21h05 CEST        | Rapport          |         |               | Spectateurs : 11 865 Arbitrage : Craig Pawson | Spectateurs : 11 865 Arbitrage : Craig Pawson |

| 3e journée                 | FK Astana                                  | 4 - 0   | Maccabi Tel-Aviv | Astana Arena, Astana                          |                                               |
| 19 octobre 2017 17h00 CEST | Twumasi 33e (pen.) 42e · Kabananga 47e 52e | (2 - 0) |                  | Spectateurs : 10 350 Arbitrage : Serhiy Boyko | Spectateurs : 10 350 Arbitrage : Serhiy Boyko |
| 19 octobre 2017 17h00 CEST | Rapport                                    |         |                  | Spectateurs : 10 350 Arbitrage : Serhiy Boyko | Spectateurs : 10 350 Arbitrage : Serhiy Boyko |

| 19 octobre 2017 | Villarreal CF             | 2 - 2   | Slavia Prague         | Stade de la Cerámica, Vila-real                    |                                                    |
| 21h05 CEST      | Trigueros 41e · Bacca 44e | (2 - 2) | 18e Necid · 30e Danny | Spectateurs : 15 634 Arbitrage : Svein Oddvar Moen | Spectateurs : 15 634 Arbitrage : Svein Oddvar Moen |
| 21h05 CEST      | Rapport                   |         |                       | Spectateurs : 15 634 Arbitrage : Svein Oddvar Moen | Spectateurs : 15 634 Arbitrage : Svein Oddvar Moen |

| 4e journée                | Maccabi Tel-Aviv | 0 - 1   | FK Astana   | Stade de Netanya, Netanya                        |                                                  |
| 2 novembre 2017 19h00 CET |                  | (0 - 0) | 57e Twumasi | Spectateurs : 7 934 Arbitrage : Paweł Raczkowski | Spectateurs : 7 934 Arbitrage : Paweł Raczkowski |
| 2 novembre 2017 19h00 CET | Rapport          |         |             | Spectateurs : 7 934 Arbitrage : Paweł Raczkowski | Spectateurs : 7 934 Arbitrage : Paweł Raczkowski |

| 2 novembre 2017 | Slavia Prague | 0 - 2   | Villarreal CF              | Eden Aréna, Prague                            |                                               |
| 19h00 CET       |               | (0 - 1) | 15e Bacca · 89e (csc) Deli | Spectateurs : 18 403 Arbitrage : Bobby Madden | Spectateurs : 18 403 Arbitrage : Bobby Madden |
| 19h00 CET       | Rapport       |         |                            | Spectateurs : 18 403 Arbitrage : Bobby Madden | Spectateurs : 18 403 Arbitrage : Bobby Madden |

| 5e journée                 | FK Astana                   | 2 - 3   | Villarreal CF              | Astana Arena, Astana                               |                                                    |
| 23 novembre 2017 17h00 CET | Kabananga 22e · Twumasi 88e | (1 - 1) | 39e Raba · 65e 83e Bakambu | Spectateurs : 29 800 Arbitrage : Gediminas Mažeika | Spectateurs : 29 800 Arbitrage : Gediminas Mažeika |
| 23 novembre 2017 17h00 CET | Rapport                     |         |                            | Spectateurs : 29 800 Arbitrage : Gediminas Mažeika | Spectateurs : 29 800 Arbitrage : Gediminas Mažeika |

| 23 novembre 2017 | Maccabi Tel-Aviv | 0 - 2   | Slavia Prague      | Stade de Netanya, Netanya                     |                                               |
| 21h05 CET        |                  | (0 - 1) | 45+1e 54e Hušbauer | Spectateurs : 6 874 Arbitrage : István Kovács | Spectateurs : 6 874 Arbitrage : István Kovács |
| 21h05 CET        | Rapport          |         |                    | Spectateurs : 6 874 Arbitrage : István Kovács | Spectateurs : 6 874 Arbitrage : István Kovács |

| 6e journée                | Villarreal CF | 0 - 1   | Maccabi Tel-Aviv | Stade de la Cerámica, Vila-real                                |                                                                |
| 7 décembre 2017 19h00 CET |               | (0 - 0) | 60e Blackman     | Spectateurs : 12 613 Arbitrage : Mads-Kristoffer Kristoffersen | Spectateurs : 12 613 Arbitrage : Mads-Kristoffer Kristoffersen |
| 7 décembre 2017 19h00 CET | Rapport       |         |                  | Spectateurs : 12 613 Arbitrage : Mads-Kristoffer Kristoffersen | Spectateurs : 12 613 Arbitrage : Mads-Kristoffer Kristoffersen |

| 7 décembre 2017 | Slavia Prague | 0 - 1   | FK Astana  | Eden Aréna, Prague                            |                                               |
| 19h00 CET       |               | (0 - 1) | 38e Aničić | Spectateurs : 14 198 Arbitrage : Davide Massa | Spectateurs : 14 198 Arbitrage : Davide Massa |
| 19h00 CET       | Rapport       |         |            | Spectateurs : 14 198 Arbitrage : Davide Massa | Spectateurs : 14 198 Arbitrage : Davide Massa |

### Groupe B
| Rang | Équipe            | Pts | J | G | N | P | Bp | Bc | Diff |  | Résultats (▼ dom., ► ext.) |     |     |     |     |
| ---- | ----------------- | --- | - | - | - | - | -- | -- | ---- |  | -------------------------- | --- | --- | --- | --- |
| 1    | Dynamo Kiev       | 13  | 6 | 4 | 1 | 1 | 15 | 9  | +6   |  | Dynamo Kiev                |     | 4-1 | 2-2 | 3-1 |
| 2    | Partizan Belgrade | 8   | 6 | 2 | 2 | 2 | 8  | 9  | -1   |  | Partizan Belgrade          | 2-3 |     | 2-1 | 2-0 |
| 3    | BSC Young Boys    | 6   | 6 | 1 | 3 | 2 | 7  | 8  | -1   |  | BSC Young Boys             | 0-1 | 1-1 |     | 2-1 |
| 4    | Skënderbeu Korçë  | 5   | 6 | 1 | 2 | 3 | 6  | 10 | -4   |  | Skënderbeu Korçë           | 3-2 | 0-0 | 1-1 |     |

| 1re journée                  | Dynamo Kiev                                     | 3 - 1   | Skënderbeu Korçë | NSC Olimpiski, Kiev                             |                                                 |
| 14 septembre 2017 19h00 CEST | Sydorchuk 47e · Moraes 49e · Mbokani 65e (pen.) | (0 - 1) | 39e Muzaka       | Spectateurs : 24 839 Arbitrage : Bart Vertenten | Spectateurs : 24 839 Arbitrage : Bart Vertenten |
| 14 septembre 2017 19h00 CEST | Rapport                                         |         |                  | Spectateurs : 24 839 Arbitrage : Bart Vertenten | Spectateurs : 24 839 Arbitrage : Bart Vertenten |

| 14 septembre 2017 | BSC Young Boys | 1 - 1   | Partizan Belgrade | Stade de Suisse, Berne                         |                                                |
| 19h00 CEST        | Fassnacht 14e  | (1 - 1) | 11e Janković      | Spectateurs : 13 004 Arbitrage : István Kovács | Spectateurs : 13 004 Arbitrage : István Kovács |
| 19h00 CEST        | Rapport        |         |                   | Spectateurs : 13 004 Arbitrage : István Kovács | Spectateurs : 13 004 Arbitrage : István Kovács |

| 2e journée                   | Partizan Belgrade          | 2 - 3   | Dynamo Kiev                           | Stade du Partizan, Belgrade                   |                                               |
| 28 septembre 2017 21h05 CEST | Ožegović 34e · Tawamba 42e | (2 - 0) | 54e (pen.) 84e Moraes · 68e Buyalskyi | Spectateurs : 0 Arbitrage : Svein Oddvar Moen | Spectateurs : 0 Arbitrage : Svein Oddvar Moen |
| 28 septembre 2017 21h05 CEST | Rapport                    |         |                                       | Spectateurs : 0 Arbitrage : Svein Oddvar Moen | Spectateurs : 0 Arbitrage : Svein Oddvar Moen |

| 28 septembre 2017 | Skënderbeu Korçë | 1 - 1   | BSC Young Boys | Elbasan Arena, Elbasan                     |                                            |
| 21h05 CEST        | Sowe 65e         | (0 - 0) | 72e Assalé     | Spectateurs : 3 300 Arbitrage : Kevin Blom | Spectateurs : 3 300 Arbitrage : Kevin Blom |
| 21h05 CEST        | Rapport          |         |                | Spectateurs : 3 300 Arbitrage : Kevin Blom | Spectateurs : 3 300 Arbitrage : Kevin Blom |

| 3e journée                 | Skënderbeu Korçë | 0 - 0   | Partizan Belgrade | Elbasan Arena, Elbasan                           |                                                  |
| 19 octobre 2017 21h05 CEST |                  | (0 - 0) |                   | Spectateurs : 6 300 Arbitrage : Daniel Stefański | Spectateurs : 6 300 Arbitrage : Daniel Stefański |
| 19 octobre 2017 21h05 CEST | Rapport          |         |                   | Spectateurs : 6 300 Arbitrage : Daniel Stefański | Spectateurs : 6 300 Arbitrage : Daniel Stefański |

| 19 octobre 2017 | Dynamo Kiev                | 2 - 2   | BSC Young Boys | NSC Olimpiski, Kiev                                 |                                                     |
| 21h05 CEST      | Mbokani 34e · Morozyuk 49e | (1 - 2) | 17e 40e Assalé | Spectateurs : 21 789 Arbitrage : Mattias Gestranius | Spectateurs : 21 789 Arbitrage : Mattias Gestranius |
| 21h05 CEST      | Rapport                    |         |                | Spectateurs : 21 789 Arbitrage : Mattias Gestranius | Spectateurs : 21 789 Arbitrage : Mattias Gestranius |

| 4e journée                | Partizan Belgrade       | 2 - 0   | Skënderbeu Korçë | Stade du Partizan, Belgrade                              |                                                          |
| 2 novembre 2017 19h00 CET | Tošić 39e · Tawamba 66e | (1 - 0) |                  | Spectateurs : 12 659 Arbitrage : Carlos del Cerro Grande | Spectateurs : 12 659 Arbitrage : Carlos del Cerro Grande |
| 2 novembre 2017 19h00 CET | Rapport                 |         |                  | Spectateurs : 12 659 Arbitrage : Carlos del Cerro Grande | Spectateurs : 12 659 Arbitrage : Carlos del Cerro Grande |

| 2 novembre 2017 | BSC Young Boys | 0 - 1   | Dynamo Kiev   | Stade de Suisse, Berne                        |                                               |
| 19h00 CET       |                | (0 - 0) | 70e Buyalskyi | Spectateurs : 10 077 Arbitrage : Tony Chapron | Spectateurs : 10 077 Arbitrage : Tony Chapron |
| 19h00 CET       | Rapport        |         |               | Spectateurs : 10 077 Arbitrage : Tony Chapron | Spectateurs : 10 077 Arbitrage : Tony Chapron |

| 5e journée                 | Skënderbeu Korçë                   | 3 - 2   | Dynamo Kiev                 | Elbasan Arena, Elbasan                       |                                              |
| 23 novembre 2017 21h05 CET | Lilaj 18e · Adeniyi 52e · Sowe 56e | (1 - 1) | 16e Tsyhankov · 90+1e Rusyn | Spectateurs : 100 Arbitrage : Oliver Drachta | Spectateurs : 100 Arbitrage : Oliver Drachta |
| 23 novembre 2017 21h05 CET | Rapport                            |         |                             | Spectateurs : 100 Arbitrage : Oliver Drachta | Spectateurs : 100 Arbitrage : Oliver Drachta |

| 23 novembre 2017 | Partizan Belgrade          | 2 - 1   | BSC Young Boys | Stade du Partizan, Belgrade                   |                                               |
| 21h05 CET        | Tawamba 12e · Ožegović 53e | (1 - 1) | 25e Ngamaleu   | Spectateurs : 20 568 Arbitrage : Tamás Bognár | Spectateurs : 20 568 Arbitrage : Tamás Bognár |
| 21h05 CET        | Rapport                    |         |                | Spectateurs : 20 568 Arbitrage : Tamás Bognár | Spectateurs : 20 568 Arbitrage : Tamás Bognár |

| 6e journée                | Dynamo Kiev                             | 4 - 1   | Partizan Belgrade     | NSC Olimpiski, Kiev                        |                                            |
| 7 décembre 2017 19h00 CET | Morozyuk 6e · Moraes 28e 31e 77e (pen.) | (3 - 1) | 45+4e (pen.) Jevtović | Spectateurs : 14 678 Arbitrage : Paweł Gil | Spectateurs : 14 678 Arbitrage : Paweł Gil |
| 7 décembre 2017 19h00 CET | Rapport                                 |         |                       | Spectateurs : 14 678 Arbitrage : Paweł Gil | Spectateurs : 14 678 Arbitrage : Paweł Gil |

| 7 décembre 2017 | BSC Young Boys            | 2 - 1   | Skënderbeu Korçë | Stade de Suisse, Berne                          |                                                 |
| 19h00 CET       | Hoarau 55e · Assalé 90+6e | (0 - 0) | 51e Gavazaj      | Spectateurs : 8 023 Arbitrage : Simon Lee Evans | Spectateurs : 8 023 Arbitrage : Simon Lee Evans |
| 19h00 CET       | Rapport                   |         |                  | Spectateurs : 8 023 Arbitrage : Simon Lee Evans | Spectateurs : 8 023 Arbitrage : Simon Lee Evans |

### Groupe C
| Rang | Équipe              | Pts | J | G | N | P | Bp | Bc | Diff |  | Résultats (▼ dom., ► ext.) |     |     |     |     |
| ---- | ------------------- | --- | - | - | - | - | -- | -- | ---- |  | -------------------------- | --- | --- | --- | --- |
| 1    | Sporting Braga      | 10  | 6 | 3 | 1 | 2 | 9  | 8  | +1   |  | Sporting Braga             |     | 0-2 | 2-1 | 3-1 |
| 2    | Ludogorets Razgrad  | 9   | 6 | 2 | 3 | 1 | 7  | 5  | +2   |  | Ludogorets Razgrad         | 1-1 |     | 1-2 | 2-1 |
| 3    | Istanbul Başakşehir | 8   | 6 | 2 | 2 | 2 | 7  | 8  | -1   |  | Istanbul Başakşehir        | 2-1 | 0-0 |     | 1-1 |
| 4    | TSG Hoffenheim      | 5   | 6 | 1 | 2 | 3 | 8  | 10 | -2   |  | TSG Hoffenheim             | 1-2 | 1-1 | 3-1 |     |

| 1re journée                  | TSG Hoffenheim | 1 - 2   | Sporting Braga             | Rhein-Neckar-Arena, Sinsheim                  |                                               |
| 14 septembre 2017 19h00 CEST | Wagner 24e     | (1 - 1) | 45+1e Teixeira · 50e Sousa | Spectateurs : 15 714 Arbitrage : Bobby Madden | Spectateurs : 15 714 Arbitrage : Bobby Madden |
| 14 septembre 2017 19h00 CEST | Rapport        |         |                            | Spectateurs : 15 714 Arbitrage : Bobby Madden | Spectateurs : 15 714 Arbitrage : Bobby Madden |

| 14 septembre 2017 | İstanbul Başakşehir | 0 - 0   | Ludogorets Razgrad | Stade Fatih-Terim, Istanbul                        |                                                    |
| 19h00 CEST        |                     | (0 - 0) |                    | Spectateurs : 6 804 Arbitrage : Stefan Johannesson | Spectateurs : 6 804 Arbitrage : Stefan Johannesson |
| 19h00 CEST        | Rapport             |         |                    | Spectateurs : 6 804 Arbitrage : Stefan Johannesson | Spectateurs : 6 804 Arbitrage : Stefan Johannesson |

| 2e journée                   | Ludogorets Razgrad      | 2 - 1   | TSG Hoffenheim | Ludogorets Arena, Razgrad                        |                                                  |
| 28 septembre 2017 21h05 CEST | Dyakov 46e · Lukoki 72e | (0 - 1) | 2e Kadeřábek   | Spectateurs : 6 155 Arbitrage : Paweł Raczkowski | Spectateurs : 6 155 Arbitrage : Paweł Raczkowski |
| 28 septembre 2017 21h05 CEST | Rapport                 |         |                | Spectateurs : 6 155 Arbitrage : Paweł Raczkowski | Spectateurs : 6 155 Arbitrage : Paweł Raczkowski |

| 28 septembre 2017 | Sporting Braga              | 2 - 1   | İstanbul Başakşehir | Estádio Municipal, Braga                   |                                            |
| 21h05 CEST        | Hassan 26e · Fransérgio 89e | (1 - 1) | 28e Belözoğlu       | Spectateurs : 10 376 Arbitrage : Matej Jug | Spectateurs : 10 376 Arbitrage : Matej Jug |
| 21h05 CEST        | Rapport                     |         |                     | Spectateurs : 10 376 Arbitrage : Matej Jug | Spectateurs : 10 376 Arbitrage : Matej Jug |

| 3e journée                 | Sporting Braga | 0 - 2   | Ludogorets Razgrad         | Estádio Municipal, Braga                     |                                              |
| 19 octobre 2017 21h05 CEST |                | (0 - 1) | 25e Moți · 56e (csc) Silva | Spectateurs : 8 623 Arbitrage : Davide Massa | Spectateurs : 8 623 Arbitrage : Davide Massa |
| 19 octobre 2017 21h05 CEST | Rapport        |         |                            | Spectateurs : 8 623 Arbitrage : Davide Massa | Spectateurs : 8 623 Arbitrage : Davide Massa |

| 19 octobre 2017 | TSG Hoffenheim                      | 3 - 1   | İstanbul Başakşehir | Rhein-Neckar-Arena, Sinsheim                   |                                                |
| 21h05 CEST      | Hübner 52e · Amiri 59e · Schulz 75e | (0 - 0) | 90+3e Napoleoni     | Spectateurs : 21 167 Arbitrage : Aleksei Eskov | Spectateurs : 21 167 Arbitrage : Aleksei Eskov |
| 21h05 CEST      | Rapport                             |         |                     | Spectateurs : 21 167 Arbitrage : Aleksei Eskov | Spectateurs : 21 167 Arbitrage : Aleksei Eskov |

| 4e journée                | Ludogorets Razgrad | 1 - 1   | Sporting Braga | Ludogorets Arena, Razgrad                            |                                                      |
| 2 novembre 2017 19h00 CET | Marcelinho 68e     | (0 - 0) | 83e Fransérgio | Spectateurs : 7 544 Arbitrage : Vladislav Bezborodov | Spectateurs : 7 544 Arbitrage : Vladislav Bezborodov |
| 2 novembre 2017 19h00 CET | Rapport            |         |                | Spectateurs : 7 544 Arbitrage : Vladislav Bezborodov | Spectateurs : 7 544 Arbitrage : Vladislav Bezborodov |

| 2 novembre 2017 | İstanbul Başakşehir | 1 - 1   | TSG Hoffenheim | Stade Fatih-Terim, Istanbul                    |                                                |
| 19h00 CET       | Višća 90+3e         | (0 - 0) | 47e Grillitsch | Spectateurs : 5 214 Arbitrage : Harald Lechner | Spectateurs : 5 214 Arbitrage : Harald Lechner |
| 19h00 CET       | Rapport             |         |                | Spectateurs : 5 214 Arbitrage : Harald Lechner | Spectateurs : 5 214 Arbitrage : Harald Lechner |

| 5e journée                 | Sporting Braga                        | 3 - 1   | TSG Hoffenheim | Estádio Municipal, Braga                        |                                                 |
| 23 novembre 2017 21h05 CET | Marcelinho 1re · Fransérgio 82e 90+3e | (1 - 0) | 74e Uth        | Spectateurs : 10 054 Arbitrage : Andre Marriner | Spectateurs : 10 054 Arbitrage : Andre Marriner |
| 23 novembre 2017 21h05 CET | Rapport                               |         |                | Spectateurs : 10 054 Arbitrage : Andre Marriner | Spectateurs : 10 054 Arbitrage : Andre Marriner |

| 23 novembre 2017 | Ludogorets Razgrad | 1 - 2   | İstanbul Başakşehir  | Ludogorets Arena, Razgrad                        |                                                  |
| 21h05 CET        | Marcelinho 65e     | (0 - 2) | 20e Višća · 27e Frei | Spectateurs : 7 520 Arbitrage : Miroslav Zelinka | Spectateurs : 7 520 Arbitrage : Miroslav Zelinka |
| 21h05 CET        | Rapport            |         |                      | Spectateurs : 7 520 Arbitrage : Miroslav Zelinka | Spectateurs : 7 520 Arbitrage : Miroslav Zelinka |

| 6e journée                | TSG Hoffenheim | 1 - 1   | Ludogorets Razgrad | Rhein-Neckar-Arena, Sinsheim                  |                                               |
| 7 décembre 2017 19h00 CET | Ochs 25e       | (1 - 0) | 62e Wanderson      | Spectateurs : 7 814 Arbitrage : Orel Grinfeld | Spectateurs : 7 814 Arbitrage : Orel Grinfeld |
| 7 décembre 2017 19h00 CET | Rapport        |         |                    | Spectateurs : 7 814 Arbitrage : Orel Grinfeld | Spectateurs : 7 814 Arbitrage : Orel Grinfeld |

| 7 décembre 2017 | İstanbul Başakşehir              | 2 - 1   | Sporting Braga | Stade Fatih-Terim, Istanbul                 |                                             |
| 19h00 CET       | Višća 10e · Belözoğlu 77e (pen.) | (1 - 0) | 55e Silva      | Spectateurs : 5 241 Arbitrage : John Beaton | Spectateurs : 5 241 Arbitrage : John Beaton |
| 19h00 CET       | Rapport                          |         |                | Spectateurs : 5 241 Arbitrage : John Beaton | Spectateurs : 5 241 Arbitrage : John Beaton |

### Groupe D
| Rang | Équipe         | Pts | J | G | N | P | Bp | Bc | Diff |  | Résultats (▼ dom., ► ext.) |     |     |     |     |
| ---- | -------------- | --- | - | - | - | - | -- | -- | ---- |  | -------------------------- | --- | --- | --- | --- |
| 1    | AC Milan       | 11  | 6 | 3 | 2 | 1 | 13 | 6  | +7   |  | AC Milan                   |     | 0-0 | 3-2 | 5-1 |
| 2    | AEK Athènes    | 8   | 6 | 1 | 5 | 0 | 6  | 5  | +1   |  | AEK Athènes                | 0-0 |     | 2-2 | 2-2 |
| 3    | HNK Rijeka     | 7   | 6 | 2 | 1 | 3 | 11 | 12 | -1   |  | HNK Rijeka                 | 2-0 | 1-2 |     | 1-4 |
| 4    | Austria Vienne | 5   | 6 | 1 | 2 | 3 | 9  | 16 | -7   |  | Austria Vienne             | 1-5 | 0-0 | 1-3 |     |

| 1re journée                  | Austria Vienne | 1 - 5   | AC Milan                                     | Stade Ernst-Happel, Vienne                        |                                                   |
| 14 septembre 2017 19h00 CEST | Borković 47e   | (0 - 3) | 7e Çalhanoğlu · 10e 20e 56e Silva · 63e Suso | Spectateurs : 31 409 Arbitrage : Serdar Gözübüyük | Spectateurs : 31 409 Arbitrage : Serdar Gözübüyük |
| 14 septembre 2017 19h00 CEST | Rapport        |         |                                              | Spectateurs : 31 409 Arbitrage : Serdar Gözübüyük | Spectateurs : 31 409 Arbitrage : Serdar Gözübüyük |

| 14 septembre 2017 | HNK Rijeka | 1 - 2   | AEK Athènes                           | Stade Rujevica, Rijeka                      |                                             |
| 19h00 CEST        | Elez 29e   | (1 - 1) | 16e Mántalos · 62e Christodoulópoulos | Spectateurs : 5 932 Arbitrage : John Beaton | Spectateurs : 5 932 Arbitrage : John Beaton |
| 19h00 CEST        | Rapport    |         |                                       | Spectateurs : 5 932 Arbitrage : John Beaton | Spectateurs : 5 932 Arbitrage : John Beaton |

| 2e journée                   | AEK Athènes    | 2 - 2   | Austria Vienne              | Stade olympique, Athènes                   |                                            |
| 28 septembre 2017 21h05 CEST | Livaja 28e 90e | (1 - 1) | 43e Monschein · 49e Tajouri | Spectateurs : 16 954 Arbitrage : Paweł Gil | Spectateurs : 16 954 Arbitrage : Paweł Gil |
| 28 septembre 2017 21h05 CEST | Rapport        |         |                             | Spectateurs : 16 954 Arbitrage : Paweł Gil | Spectateurs : 16 954 Arbitrage : Paweł Gil |

| 28 septembre 2017 | AC Milan                                  | 3 - 2   | HNK Rijeka                   | San Siro, Milan                                 |                                                 |
| 21h05 CEST        | Silva 14e · Musacchio 53e · Cutrone 90+4e | (1 - 0) | 84e Acosty · 90e (pen.) Elez | Spectateurs : 23 917 Arbitrage : Orel Grinfeeld | Spectateurs : 23 917 Arbitrage : Orel Grinfeeld |
| 21h05 CEST        | Rapport                                   |         |                              | Spectateurs : 23 917 Arbitrage : Orel Grinfeeld | Spectateurs : 23 917 Arbitrage : Orel Grinfeeld |

| 3e journée                 | AC Milan | 0 - 0   | AEK Athènes | San Siro, Milan                                 |                                                 |
| 19 octobre 2017 21h05 CEST |          | (0 - 0) |             | Spectateurs : 20 812 Arbitrage : Andreas Ekberg | Spectateurs : 20 812 Arbitrage : Andreas Ekberg |
| 19 octobre 2017 21h05 CEST | Rapport  |         |             | Spectateurs : 20 812 Arbitrage : Andreas Ekberg | Spectateurs : 20 812 Arbitrage : Andreas Ekberg |

| 19 octobre 2017 | Austria Vienne     | 1 - 3   | HNK Rijeka                        | Stade Ernst-Happel, Vienne                      |                                                 |
| 21h05 CEST      | Friesenbichler 90e | (0 - 2) | 21e 31e Gavranović · 90+2e Kvržić | Spectateurs : 20 690 Arbitrage : Sandro Schärer | Spectateurs : 20 690 Arbitrage : Sandro Schärer |
| 21h05 CEST      | Rapport            |         |                                   | Spectateurs : 20 690 Arbitrage : Sandro Schärer | Spectateurs : 20 690 Arbitrage : Sandro Schärer |

| 4e journée                | AEK Athènes | 0 - 0   | AC Milan | Stade olympique, Athènes                     |                                              |
| 2 novembre 2017 19h00 CET |             | (0 - 0) |          | Spectateurs : 40 538 Arbitrage : Jorge Sousa | Spectateurs : 40 538 Arbitrage : Jorge Sousa |
| 2 novembre 2017 19h00 CET | Rapport     |         |          | Spectateurs : 40 538 Arbitrage : Jorge Sousa | Spectateurs : 40 538 Arbitrage : Jorge Sousa |

| 2 novembre 2017 | HNK Rijeka  | 1 - 4   | Austria Vienne                               | Stade Rujevica, Rijeka                       |                                              |
| 19h00 CET       | Pavičić 61e | (0 - 1) | 41e 62e Prokop · 73e Serbest · 83e Monschein | Spectateurs : 7 912 Arbitrage : Jakob Kehlet | Spectateurs : 7 912 Arbitrage : Jakob Kehlet |
| 19h00 CET       | Rapport     |         |                                              | Spectateurs : 7 912 Arbitrage : Jakob Kehlet | Spectateurs : 7 912 Arbitrage : Jakob Kehlet |

| 5e journée                 | AC Milan                                          | 5 - 1   | Austria Vienne | San Siro, Milan                                   |                                                   |
| 23 novembre 2017 21h05 CET | Rodríguez 27e · Silva 36e 70e · Cutrone 42e 90+3e | (3 - 1) | 21e Monschein  | Spectateurs : 17 932 Arbitrage : Andris Treimanis | Spectateurs : 17 932 Arbitrage : Andris Treimanis |
| 23 novembre 2017 21h05 CET | Rapport                                           |         |                | Spectateurs : 17 932 Arbitrage : Andris Treimanis | Spectateurs : 17 932 Arbitrage : Andris Treimanis |

| 23 novembre 2017 | AEK Athènes                           | 2 - 2   | HNK Rijeka    | Stade olympique, Athènes                            |                                                     |
| 21h05 CET        | Araujo 45+2e · Christodoulópoulos 55e | (1 - 2) | 8e 26e Gorgon | Spectateurs : 17 100 Arbitrage : Mattias Gestranius | Spectateurs : 17 100 Arbitrage : Mattias Gestranius |
| 21h05 CET        | Rapport                               |         |               | Spectateurs : 17 100 Arbitrage : Mattias Gestranius | Spectateurs : 17 100 Arbitrage : Mattias Gestranius |

| 6e journée                | Austria Vienne | 0 - 0   | AEK Athènes | Stade Ernst-Happel, Vienne                    |                                               |
| 7 décembre 2017 19h00 CET |                | (0 - 0) |             | Spectateurs : 23 133 Arbitrage : Craig Pawson | Spectateurs : 23 133 Arbitrage : Craig Pawson |
| 7 décembre 2017 19h00 CET | Rapport        |         |             | Spectateurs : 23 133 Arbitrage : Craig Pawson | Spectateurs : 23 133 Arbitrage : Craig Pawson |

| 7 décembre 2017 | HNK Rijeka                 | 2 - 0   | AC Milan | Stade Rujevica, Rijeka                     |                                            |
| 19h00 CET       | Puljić 7e · Gavranović 47e | (1 - 0) |          | Spectateurs : 8 021 Arbitrage : István Vad | Spectateurs : 8 021 Arbitrage : István Vad |
| 19h00 CET       | Rapport                    |         |          | Spectateurs : 8 021 Arbitrage : István Vad | Spectateurs : 8 021 Arbitrage : István Vad |

### Groupe E
| Rang | Équipe             | Pts | J | G | N | P | Bp | Bc | Diff |  | Résultats (▼ dom., ► ext.) |     |     |     |     |
| ---- | ------------------ | --- | - | - | - | - | -- | -- | ---- |  | -------------------------- | --- | --- | --- | --- |
| 1    | Atalanta Bergame   | 14  | 6 | 4 | 2 | 0 | 14 | 4  | +10  |  | Atalanta Bergame           |     | 1-0 | 3-0 | 3-1 |
| 2    | Olympique lyonnais | 11  | 6 | 3 | 2 | 1 | 11 | 4  | +7   |  | Olympique lyonnais         | 1-1 |     | 3-0 | 4-0 |
| 3    | Everton FC         | 4   | 6 | 1 | 1 | 4 | 7  | 15 | -8   |  | Everton FC                 | 1-5 | 1-2 |     | 2-2 |
| 4    | Apollon Limassol   | 3   | 6 | 0 | 3 | 3 | 5  | 14 | -9   |  | Apollon Limassol           | 1-1 | 1-1 | 0-3 |     |

| 1re journée                  | Atalanta Bergame                         | 3 - 0   | Everton FC | Stade Mapei, Reggio d'Émilie                          |                                                       |
| 14 septembre 2017 19h00 CEST | Masiello 27e · Gómez 41e · Cristante 44e | (3 - 0) |            | Spectateurs : 14 490 Arbitrage : Vladislav Bezborodov | Spectateurs : 14 490 Arbitrage : Vladislav Bezborodov |
| 14 septembre 2017 19h00 CEST | Rapport                                  |         |            | Spectateurs : 14 490 Arbitrage : Vladislav Bezborodov | Spectateurs : 14 490 Arbitrage : Vladislav Bezborodov |

| 14 septembre 2017 | Apollon Limassol | 1 - 1   | Olympique lyonnais | Stade GSP, Nicosie                               |                                                  |
| 19h00 CEST        | Adrián 90+3e     | (0 - 0) | 53e (pen.) Depay   | Spectateurs : 5 134 Arbitrage : Miroslav Zelinka | Spectateurs : 5 134 Arbitrage : Miroslav Zelinka |
| 19h00 CEST        | Rapport          |         |                    | Spectateurs : 5 134 Arbitrage : Miroslav Zelinka | Spectateurs : 5 134 Arbitrage : Miroslav Zelinka |

| 2e journée                   | Olympique lyonnais | 1 - 1   | Atalanta Bergame | Groupama Stadium, Décines-Charpieu              |                                                 |
| 28 septembre 2017 21h05 CEST | Traoré 45e         | (1 - 0) | 57e Gómez        | Spectateurs : 27 715 Arbitrage : Daniel Siebert | Spectateurs : 27 715 Arbitrage : Daniel Siebert |
| 28 septembre 2017 21h05 CEST | Rapport            |         |                  | Spectateurs : 27 715 Arbitrage : Daniel Siebert | Spectateurs : 27 715 Arbitrage : Daniel Siebert |

| 28 septembre 2017 | Everton FC              | 2 - 2   | Apollon Limassol       | Goodison Park, Liverpool                      |                                               |
| 21h05 CEST        | Rooney 21e · Vlašić 66e | (1 - 1) | 12e Adrián · 88e Yuste | Spectateurs : 27 034 Arbitrage : Tamás Bognár | Spectateurs : 27 034 Arbitrage : Tamás Bognár |
| 21h05 CEST        | Rapport                 |         |                        | Spectateurs : 27 034 Arbitrage : Tamás Bognár | Spectateurs : 27 034 Arbitrage : Tamás Bognár |

| 3e journée                 | Everton FC   | 1 - 2   | Olympique lyonnais           | Goodison Park, Liverpool                     |                                              |
| 19 octobre 2017 21h05 CEST | Williams 69e | (0 - 1) | 6e (pen.) Fekir · 75e Traoré | Spectateurs : 27 159 Arbitrage : Bas Nijhuis | Spectateurs : 27 159 Arbitrage : Bas Nijhuis |
| 19 octobre 2017 21h05 CEST | Rapport      |         |                              | Spectateurs : 27 159 Arbitrage : Bas Nijhuis | Spectateurs : 27 159 Arbitrage : Bas Nijhuis |

| 19 octobre 2017 | Atalanta Bergame                       | 3 - 1   | Apollon Limassol | Stade Mapei, Reggio d'Émilie                    |                                                 |
| 21h05 CEST      | Iličić 12e · Petagna 64e · Freuler 66e | (1 - 0) | 59e Schembri     | Spectateurs : 13 803 Arbitrage : Georgi Kabakov | Spectateurs : 13 803 Arbitrage : Georgi Kabakov |
| 21h05 CEST      | Rapport                                |         |                  | Spectateurs : 13 803 Arbitrage : Georgi Kabakov | Spectateurs : 13 803 Arbitrage : Georgi Kabakov |

| 4e journée                | Olympique lyonnais                 | 3 - 0   | Everton FC | Groupama Stadium, Décines-Charpieu             |                                                |
| 2 novembre 2017 19h00 CET | Traoré 68e · Aouar 76e · Depay 88e | (0 - 0) |            | Spectateurs : 48 103 Arbitrage : Orel Grinfeld | Spectateurs : 48 103 Arbitrage : Orel Grinfeld |
| 2 novembre 2017 19h00 CET | Rapport                            |         |            | Spectateurs : 48 103 Arbitrage : Orel Grinfeld | Spectateurs : 48 103 Arbitrage : Orel Grinfeld |

| 2 novembre 2017 | Apollon Limassol | 1 - 1   | Atalanta Bergame  | Stade GSP, Nicosie                               |                                                  |
| 19h00 CET       | Zelaya 90+4e     | (0 - 1) | 35e (pen.) Iličić | Spectateurs : 5 658 Arbitrage : Andris Treimanis | Spectateurs : 5 658 Arbitrage : Andris Treimanis |
| 19h00 CET       | Rapport          |         |                   | Spectateurs : 5 658 Arbitrage : Andris Treimanis | Spectateurs : 5 658 Arbitrage : Andris Treimanis |

| 5e journée                 | Everton FC  | 1 - 5   | Atalanta Bergame                                     | Goodison Park, Liverpool                      |                                               |
| 23 novembre 2017 21h05 CET | Ramírez 71e | (0 - 1) | 12e 64e Cristante · 86e Gosens · 88e 90+4e Cornelius | Spectateurs : 17 431 Arbitrage : Jakob Kehlet | Spectateurs : 17 431 Arbitrage : Jakob Kehlet |
| 23 novembre 2017 21h05 CET | Rapport     |         |                                                      | Spectateurs : 17 431 Arbitrage : Jakob Kehlet | Spectateurs : 17 431 Arbitrage : Jakob Kehlet |

| 23 novembre 2017 | Olympique lyonnais                                | 4 - 0   | Apollon Limassol | Groupama Stadium, Décines-Charpieu                |                                                   |
| 21h05 CET        | Diakhaby 29e · Fekir 32e · Díaz 66e · Maolida 90e | (2 - 0) |                  | Spectateurs : 26 972 Arbitrage : Paweł Raczkowski | Spectateurs : 26 972 Arbitrage : Paweł Raczkowski |
| 21h05 CET        | Rapport                                           |         |                  | Spectateurs : 26 972 Arbitrage : Paweł Raczkowski | Spectateurs : 26 972 Arbitrage : Paweł Raczkowski |

| 6e journée                | Atalanta Bergame | 1 - 0   | Olympique lyonnais | Stade Mapei, Reggio d'Émilie                   |                                                |
| 7 décembre 2017 19h00 CET | Petagna 10e      | (1 - 0) |                    | Spectateurs : 14 500 Arbitrage : Aleksei Eskov | Spectateurs : 14 500 Arbitrage : Aleksei Eskov |
| 7 décembre 2017 19h00 CET | Rapport          |         |                    | Spectateurs : 14 500 Arbitrage : Aleksei Eskov | Spectateurs : 14 500 Arbitrage : Aleksei Eskov |

| 7 décembre 2017 | Apollon Limassol | 0 - 3   | Everton FC                   | Stade GSP, Nicosie                                   |                                                      |
| 19h00 CET       |                  | (0 - 2) | 21e 27e Lookman · 87e Vlašić | Spectateurs : 4 237 Arbitrage : Sébastien Delferière | Spectateurs : 4 237 Arbitrage : Sébastien Delferière |
| 19h00 CET       | Rapport          |         |                              | Spectateurs : 4 237 Arbitrage : Sébastien Delferière | Spectateurs : 4 237 Arbitrage : Sébastien Delferière |

### Groupe F
| Rang | Équipe           | Pts | J | G | N | P | Bp | Bc | Diff |  | Résultats (▼ dom., ► ext.) |     |     |     |     |
| ---- | ---------------- | --- | - | - | - | - | -- | -- | ---- |  | -------------------------- | --- | --- | --- | --- |
| 1    | Lokomotiv Moscou | 11  | 6 | 3 | 2 | 1 | 9  | 4  | +5   |  | Lokomotiv Moscou           |     | 2-1 | 1-2 | 3-0 |
| 2    | FC Copenhague    | 9   | 6 | 2 | 3 | 1 | 7  | 3  | +4   |  | FC Copenhague              | 0-0 |     | 2-0 | 3-0 |
| 3    | Sheriff Tiraspol | 9   | 6 | 2 | 3 | 1 | 4  | 4  | 0    |  | Sheriff Tiraspol           | 1-1 | 0-0 |     | 1-0 |
| 4    | Fastav Zlín      | 2   | 6 | 0 | 2 | 4 | 1  | 10 | -9   |  | Fastav Zlín                | 0-2 | 1-1 | 0-0 |     |

| 1re journée                  | Fastav Zlín | 0 - 0   | Sheriff Tiraspol | Stade Andrův, Olomouc                         |                                               |
| 14 septembre 2017 19h00 CEST |             | (0 - 0) |                  | Spectateurs : 4 499 Arbitrage : Andrew Dallas | Spectateurs : 4 499 Arbitrage : Andrew Dallas |
| 14 septembre 2017 19h00 CEST | Rapport     |         |                  | Spectateurs : 4 499 Arbitrage : Andrew Dallas | Spectateurs : 4 499 Arbitrage : Andrew Dallas |

| 14 septembre 2017 | FC Copenhague | 0 - 0   | Lokomotiv Moscou | Parken Stadium, Copenhague                     |                                                |
| 19h00 CEST        |               | (0 - 0) |                  | Spectateurs : 17 285 Arbitrage : Hüseyin Göçek | Spectateurs : 17 285 Arbitrage : Hüseyin Göçek |
| 19h00 CEST        | Rapport       |         |                  | Spectateurs : 17 285 Arbitrage : Hüseyin Göçek | Spectateurs : 17 285 Arbitrage : Hüseyin Göçek |

| 2e journée                   | Lokomotiv Moscou    | 3 - 0   | Fastav Zlín | RZD Arena, Moscou                                |                                                  |
| 28 septembre 2017 21h05 CEST | Fernandes 2e 6e 17e | (3 - 0) |             | Spectateurs : 10 065 Arbitrage : Simon Lee Evans | Spectateurs : 10 065 Arbitrage : Simon Lee Evans |
| 28 septembre 2017 21h05 CEST | Rapport             |         |             | Spectateurs : 10 065 Arbitrage : Simon Lee Evans | Spectateurs : 10 065 Arbitrage : Simon Lee Evans |

| 28 septembre 2017 | Sheriff Tiraspol | 0 - 0   | FC Copenhague | Stade Sheriff, Tiraspol                        |                                                |
| 21h05 CEST        |                  | (0 - 0) |               | Spectateurs : 5 070 Arbitrage : Clayton Pisani | Spectateurs : 5 070 Arbitrage : Clayton Pisani |
| 21h05 CEST        | Rapport          |         |               | Spectateurs : 5 070 Arbitrage : Clayton Pisani | Spectateurs : 5 070 Arbitrage : Clayton Pisani |

| 3e journée                 | Sheriff Tiraspol | 1 - 1   | Lokomotiv Moscou | Stade Sheriff, Tiraspol                     |                                             |
| 19 octobre 2017 21h05 CEST | Badibanga 31e    | (1 - 1) | 17e Mirantchouk  | Spectateurs : 10 500 Arbitrage : István Vad | Spectateurs : 10 500 Arbitrage : István Vad |
| 19 octobre 2017 21h05 CEST | Rapport          |         |                  | Spectateurs : 10 500 Arbitrage : István Vad | Spectateurs : 10 500 Arbitrage : István Vad |

| 19 octobre 2017 | Fastav Zlín | 1 - 1   | FC Copenhague | Stade Andrův, Olomouc                          |                                                |
| 21h05 CEST      | Diop 11e    | (1 - 1) | 19e Ankersen  | Spectateurs : 6 245 Arbitrage : Oliver Drachta | Spectateurs : 6 245 Arbitrage : Oliver Drachta |
| 21h05 CEST      | Rapport     |         |               | Spectateurs : 6 245 Arbitrage : Oliver Drachta | Spectateurs : 6 245 Arbitrage : Oliver Drachta |

| 4e journée                | Lokomotiv Moscou | 1 - 2   | Sheriff Tiraspol             | RZD Arena, Moscou                                     |                                                       |
| 2 novembre 2017 19h00 CET | Farfán 26e       | (1 - 1) | 41e Badibanga · 58e Brezovec | Spectateurs : 10 118 Arbitrage : Sébastien Delferière | Spectateurs : 10 118 Arbitrage : Sébastien Delferière |
| 2 novembre 2017 19h00 CET | Rapport          |         |                              | Spectateurs : 10 118 Arbitrage : Sébastien Delferière | Spectateurs : 10 118 Arbitrage : Sébastien Delferière |

| 2 novembre 2017 | FC Copenhague                  | 3 - 0   | Fastav Zlín | Parken Stadium, Copenhague                        |                                                   |
| 19h00 CET       | Lüftner 40e · Verbič 49e 90+2e | (1 - 0) |             | Spectateurs : 16 189 Arbitrage : Nikola Dabanović | Spectateurs : 16 189 Arbitrage : Nikola Dabanović |
| 19h00 CET       | Rapport                        |         |             | Spectateurs : 16 189 Arbitrage : Nikola Dabanović | Spectateurs : 16 189 Arbitrage : Nikola Dabanović |

| 5e journée                 | Lokomotiv Moscou | 2 - 1   | FC Copenhague | RZD Arena, Moscou                                         |                                                           |
| 23 novembre 2017 19h00 CET | Farfán 17e 51e   | (1 - 1) | 31e Verbič    | Spectateurs : 10 696 Arbitrage : Xavier Estrada Fernández | Spectateurs : 10 696 Arbitrage : Xavier Estrada Fernández |
| 23 novembre 2017 19h00 CET | Rapport          |         |               | Spectateurs : 10 696 Arbitrage : Xavier Estrada Fernández | Spectateurs : 10 696 Arbitrage : Xavier Estrada Fernández |

| 23 novembre 2017 | Sheriff Tiraspol | 1 - 0   | Fastav Zlín | Stade Sheriff, Tiraspol                           |                                                   |
| 21h05 CET        | Jairo 11e        | (1 - 0) |             | Spectateurs : 5 485 Arbitrage : Ola Hobber Nilsen | Spectateurs : 5 485 Arbitrage : Ola Hobber Nilsen |
| 21h05 CET        | Rapport          |         |             | Spectateurs : 5 485 Arbitrage : Ola Hobber Nilsen | Spectateurs : 5 485 Arbitrage : Ola Hobber Nilsen |

| 6e journée                | Fastav Zlín | 0 - 2   | Lokomotiv Moscou             | Stade Andrův, Olomouc                         |                                               |
| 7 décembre 2017 19h00 CET |             | (0 - 0) | 70e Mirantchouk · 75e Farfán | Spectateurs : 4 682 Arbitrage : Mete Kalkavan | Spectateurs : 4 682 Arbitrage : Mete Kalkavan |
| 7 décembre 2017 19h00 CET | Rapport     |         |                              | Spectateurs : 4 682 Arbitrage : Mete Kalkavan | Spectateurs : 4 682 Arbitrage : Mete Kalkavan |

| 7 décembre 2017 | FC Copenhague              | 2 - 0   | Sheriff Tiraspol | Parken Stadium, Copenhague                        |                                                   |
| 19h00 CET       | Sotiríou 56e · Lüftner 59e | (0 - 0) |                  | Spectateurs : 14 246 Arbitrage : Serdar Gözübüyük | Spectateurs : 14 246 Arbitrage : Serdar Gözübüyük |
| 19h00 CET       | Rapport                    |         |                  | Spectateurs : 14 246 Arbitrage : Serdar Gözübüyük | Spectateurs : 14 246 Arbitrage : Serdar Gözübüyük |

### Groupe G
| Rang | Équipe            | Pts | J | G | N | P | Bp | Bc | Diff |  | Résultats (▼ dom., ► ext.) |     |     |     |     |
| ---- | ----------------- | --- | - | - | - | - | -- | -- | ---- |  | -------------------------- | --- | --- | --- | --- |
| 1    | Viktoria Plzeň    | 12  | 6 | 4 | 0 | 2 | 13 | 8  | +5   |  | Viktoria Plzeň             |     | 2-0 | 4-1 | 3-1 |
| 2    | Steaua Bucarest   | 10  | 6 | 3 | 1 | 2 | 9  | 7  | +2   |  | Steaua Bucarest            | 3-0 |     | 1-2 | 1-1 |
| 3    | FC Lugano         | 9   | 6 | 3 | 0 | 3 | 9  | 11 | -2   |  | FC Lugano                  | 3-2 | 1-2 |     | 1-0 |
| 4    | Hapoël Beer-Sheva | 4   | 6 | 1 | 1 | 4 | 5  | 10 | -5   |  | Hapoël Beer-Sheva          | 0-2 | 1-2 | 2-1 |     |

| 1re journée                  | Hapoël Beer-Sheva                | 2 - 1   | FC Lugano        | Stade Turner, Beer-Sheva                      |                                               |
| 14 septembre 2017 21h05 CEST | Einbinder 2e · Tzedek 59e (pen.) | (1 - 0) | 67e (csc) Tzedek | Spectateurs : 14 752 Arbitrage : Tony Chapron | Spectateurs : 14 752 Arbitrage : Tony Chapron |
| 14 septembre 2017 21h05 CEST | Rapport                          |         |                  | Spectateurs : 14 752 Arbitrage : Tony Chapron | Spectateurs : 14 752 Arbitrage : Tony Chapron |

| 14 septembre 2017 | Steaua Bucarest                     | 3 - 0   | Viktoria Plzeň | Arena Națională, Bucarest                         |                                                   |
| 21h05 CEST        | Budescu 21e (pen.) 44e · Alibec 72e | (2 - 0) |                | Spectateurs : 20 714 Arbitrage : Andris Treimanis | Spectateurs : 20 714 Arbitrage : Andris Treimanis |
| 21h05 CEST        | Rapport                             |         |                | Spectateurs : 20 714 Arbitrage : Andris Treimanis | Spectateurs : 20 714 Arbitrage : Andris Treimanis |

| 2e journée                   | Viktoria Plzeň                       | 3 - 1   | Hapoël Beer-Sheva | Doosan Arena, Plzeň                         |                                             |
| 28 septembre 2017 19h00 CEST | Petržela 29e · Kopic 76e · Bakoš 89e | (1 - 0) | 69e Nwakaeme      | Spectateurs : 10 314 Arbitrage : István Vad | Spectateurs : 10 314 Arbitrage : István Vad |
| 28 septembre 2017 19h00 CEST | Rapport                              |         |                   | Spectateurs : 10 314 Arbitrage : István Vad | Spectateurs : 10 314 Arbitrage : István Vad |

| 28 septembre 2017 | FC Lugano   | 1 - 2   | Steaua Bucarest            | Swissporarena, Lucerne                       |                                              |
| 19h00 CEST        | Bottani 14e | (1 - 0) | 58e Budescu · 64e Maranhão | Spectateurs : 2 680 Arbitrage : Serhiy Boyko | Spectateurs : 2 680 Arbitrage : Serhiy Boyko |
| 19h00 CEST        | Rapport     |         |                            | Spectateurs : 2 680 Arbitrage : Serhiy Boyko | Spectateurs : 2 680 Arbitrage : Serhiy Boyko |

| 3e journée                 | FC Lugano                                | 3 - 2   | Viktoria Plzeň           | Swissporarena, Lucerne                          |                                                 |
| 19 octobre 2017 19h00 CEST | Bottani 63e · Carlinhos 69e · Gerndt 88e | (0 - 0) | 76e Krmenčík · 90e Bakoš | Spectateurs : 2 530 Arbitrage : Srđan Jovanović | Spectateurs : 2 530 Arbitrage : Srđan Jovanović |
| 19 octobre 2017 19h00 CEST | Rapport                                  |         |                          | Spectateurs : 2 530 Arbitrage : Srđan Jovanović | Spectateurs : 2 530 Arbitrage : Srđan Jovanović |

| 19 octobre 2017 | Hapoël Beer-Sheva | 1 - 2   | Steaua Bucarest | Stade Turner, Beer-Sheva                    |                                             |
| 19h00 CEST      | Cuenca 88e        | (0 - 0) | 70e 75e Gnohéré | Spectateurs : 15 117 Arbitrage : Kevin Blom | Spectateurs : 15 117 Arbitrage : Kevin Blom |
| 19h00 CEST      | Rapport           |         |                 | Spectateurs : 15 117 Arbitrage : Kevin Blom | Spectateurs : 15 117 Arbitrage : Kevin Blom |

| 4e journée                | Viktoria Plzeň                            | 4 - 1   | FC Lugano   | Doosan Arena, Plzeň                             |                                                 |
| 2 novembre 2017 21h05 CET | Krmenčík 4e 19e · Hořava 45e · Čermák 56e | (3 - 1) | 15e Mariani | Spectateurs : 9 483 Arbitrage : Jonathan Lardot | Spectateurs : 9 483 Arbitrage : Jonathan Lardot |
| 2 novembre 2017 21h05 CET | Rapport                                   |         |             | Spectateurs : 9 483 Arbitrage : Jonathan Lardot | Spectateurs : 9 483 Arbitrage : Jonathan Lardot |

| 2 novembre 2017 | Steaua Bucarest | 1 - 1   | Hapoël Beer-Sheva | Arena Națională, Bucarest                      |                                                |
| 21h05 CET       | Coman 31e       | (1 - 1) | 37e Sahar         | Spectateurs : 27 134 Arbitrage : Halis Özkahya | Spectateurs : 27 134 Arbitrage : Halis Özkahya |
| 21h05 CET       | Rapport         |         |                   | Spectateurs : 27 134 Arbitrage : Halis Özkahya | Spectateurs : 27 134 Arbitrage : Halis Özkahya |

| 5e journée                 | FC Lugano     | 1 - 0   | Hapoël Beer-Sheva | Swissporarena, Lucerne                         |                                                |
| 23 novembre 2017 19h00 CET | Carlinhos 50e | (0 - 0) |                   | Spectateurs : 3 011 Arbitrage : Harald Lechner | Spectateurs : 3 011 Arbitrage : Harald Lechner |
| 23 novembre 2017 19h00 CET | Rapport       |         |                   | Spectateurs : 3 011 Arbitrage : Harald Lechner | Spectateurs : 3 011 Arbitrage : Harald Lechner |

| 23 novembre 2017 | Viktoria Plzeň           | 2 - 0   | Steaua Bucarest | Doosan Arena, Plzeň                         |                                             |
| 19h00 CET        | Petržela 49e · Kopic 76e | (0 - 0) |                 | Spectateurs : 10 197 Arbitrage : Ivan Bebek | Spectateurs : 10 197 Arbitrage : Ivan Bebek |
| 19h00 CET        | Rapport                  |         |                 | Spectateurs : 10 197 Arbitrage : Ivan Bebek | Spectateurs : 10 197 Arbitrage : Ivan Bebek |

| 6e journée                | Hapoël Beer-Sheva | 0 - 2   | Viktoria Plzeň         | Stade Turner, Beer-Sheva                            |                                                     |
| 7 décembre 2017 21h05 CET |                   | (0 - 1) | 28e Hejda · 83e Hořava | Spectateurs : 10 542 Arbitrage : Aleksandar Stavrev | Spectateurs : 10 542 Arbitrage : Aleksandar Stavrev |
| 7 décembre 2017 21h05 CET | Rapport           |         |                        | Spectateurs : 10 542 Arbitrage : Aleksandar Stavrev | Spectateurs : 10 542 Arbitrage : Aleksandar Stavrev |

| 7 décembre 2017 | Steaua Bucarest | 1 - 2   | FC Lugano               | Arena Națională, Bucarest                         |                                                   |
| 21h05 CET       | Gnohéré 60e     | (0 - 2) | 3e Daprelà · 32e Vécsei | Spectateurs : 13 231 Arbitrage : Nikola Dabanović | Spectateurs : 13 231 Arbitrage : Nikola Dabanović |
| 21h05 CET       | Rapport         |         |                         | Spectateurs : 13 231 Arbitrage : Nikola Dabanović | Spectateurs : 13 231 Arbitrage : Nikola Dabanović |

### Groupe H
| Rang | Équipe                   | Pts | J | G | N | P | Bp | Bc | Diff |  | Résultats (▼ dom., ► ext.) |     |     |     |     |
| ---- | ------------------------ | --- | - | - | - | - | -- | -- | ---- |  | -------------------------- | --- | --- | --- | --- |
| 1    | Arsenal FC               | 13  | 6 | 4 | 1 | 1 | 14 | 4  | +10  |  | Arsenal FC                 |     | 0-0 | 3-1 | 6-0 |
| 2    | Étoile rouge de Belgrade | 9   | 6 | 2 | 3 | 1 | 3  | 2  | +1   |  | Étoile rouge de Belgrade   | 0-1 |     | 1-0 | 1-1 |
| 3    | FC Cologne               | 6   | 6 | 2 | 0 | 4 | 7  | 8  | -1   |  | FC Cologne                 | 1-0 | 0-1 |     | 5-2 |
| 4    | BATE Borisov             | 5   | 6 | 1 | 2 | 3 | 6  | 16 | -10  |  | BATE Borisov               | 2-4 | 0-0 | 1-0 |     |

| 1re journée                  | Étoile rouge de Belgrade | 1 - 1   | BATE Borisov  | Stade de l'Étoile rouge, Belgrade                 |                                                   |
| 14 septembre 2017 21h05 CEST | Radonjić 54e             | (0 - 0) | 72e Signevich | Spectateurs : 40 284 Arbitrage : Yevhen Aranovsky | Spectateurs : 40 284 Arbitrage : Yevhen Aranovsky |
| 14 septembre 2017 21h05 CEST | Rapport                  |         |               | Spectateurs : 40 284 Arbitrage : Yevhen Aranovsky | Spectateurs : 40 284 Arbitrage : Yevhen Aranovsky |

| 14 septembre 2017 | Arsenal FC                                 | 3 - 1   | FC Cologne | Emirates Stadium, Londres                                 |                                                           |
| 22h05 CEST        | Kolašinac 49e · Sánchez 67e · Bellerín 82e | (0 - 1) | 9e Córdoba | Spectateurs : 59 359 Arbitrage : Xavier Estrada Fernández | Spectateurs : 59 359 Arbitrage : Xavier Estrada Fernández |
| 22h05 CEST        | Rapport                                    |         |            | Spectateurs : 59 359 Arbitrage : Xavier Estrada Fernández | Spectateurs : 59 359 Arbitrage : Xavier Estrada Fernández |

| 2e journée                   | FC Cologne | 0 - 1   | Étoile rouge de Belgrade | RheinEnergieStadion, Cologne                 |                                              |
| 28 septembre 2017 19h00 CEST |            | (0 - 1) | 30e Boakye               | Spectateurs : 45 872 Arbitrage : Bas Nijhuis | Spectateurs : 45 872 Arbitrage : Bas Nijhuis |
| 28 septembre 2017 19h00 CEST | Rapport    |         |                          | Spectateurs : 45 872 Arbitrage : Bas Nijhuis | Spectateurs : 45 872 Arbitrage : Bas Nijhuis |

| 28 septembre 2017 | BATE Borisov                | 2 - 4   | Arsenal FC                                       | Borisov Arena, Borisov                            |                                                   |
| 19h00 CEST        | Ivanić 28e · Gordeichuk 67e | (1 - 3) | 9e 22e Walcott · 25e Holding · 49e (pen.) Giroud | Spectateurs : 13 100 Arbitrage : Daniel Stefański | Spectateurs : 13 100 Arbitrage : Daniel Stefański |
| 19h00 CEST        | Rapport                     |         |                                                  | Spectateurs : 13 100 Arbitrage : Daniel Stefański | Spectateurs : 13 100 Arbitrage : Daniel Stefański |

| 3e journée                 | BATE Borisov | 1 - 0   | FC Cologne | Borisov Arena, Borisov                         |                                                |
| 19 octobre 2017 19h00 CEST | Rios 55e     | (0 - 0) |            | Spectateurs : 11 783 Arbitrage : Hüseyin Göçek | Spectateurs : 11 783 Arbitrage : Hüseyin Göçek |
| 19 octobre 2017 19h00 CEST | Rapport      |         |            | Spectateurs : 11 783 Arbitrage : Hüseyin Göçek | Spectateurs : 11 783 Arbitrage : Hüseyin Göçek |

| 19 octobre 2017 | Étoile rouge de Belgrade | 0 - 1   | Arsenal FC | Stade de l'Étoile rouge, Belgrade               |                                                 |
| 19h00 CEST      |                          | (0 - 0) | 85e Giroud | Spectateurs : 50 327 Arbitrage : Benoît Bastien | Spectateurs : 50 327 Arbitrage : Benoît Bastien |
| 19h00 CEST      | Rapport                  |         |            | Spectateurs : 50 327 Arbitrage : Benoît Bastien | Spectateurs : 50 327 Arbitrage : Benoît Bastien |

| 4e journée                | FC Cologne                                            | 5 - 2   | BATE Borisov                  | RheinEnergieStadion, Cologne                        |                                                     |
| 2 novembre 2017 21h05 CET | Zoller 16e · Osako 54e 82e · Guirassy 63e · Jojić 90e | (1 - 2) | 31e Milunović · 33e Signevich | Spectateurs : 45 200 Arbitrage : Aleksandar Stavrev | Spectateurs : 45 200 Arbitrage : Aleksandar Stavrev |
| 2 novembre 2017 21h05 CET | Rapport                                               |         |                               | Spectateurs : 45 200 Arbitrage : Aleksandar Stavrev | Spectateurs : 45 200 Arbitrage : Aleksandar Stavrev |

| 2 novembre 2017 | Arsenal FC | 0 - 0   | Étoile rouge de Belgrade | Emirates Stadium, Londres                   |                                             |
| 21h05 CET       |            | (0 - 0) |                          | Spectateurs : 58 285 Arbitrage : Luca Banti | Spectateurs : 58 285 Arbitrage : Luca Banti |
| 21h05 CET       | Rapport    |         |                          | Spectateurs : 58 285 Arbitrage : Luca Banti | Spectateurs : 58 285 Arbitrage : Luca Banti |

| 5e journée                 | BATE Borisov | 0 - 0   | Étoile rouge de Belgrade | Borisov Arena, Borisov                             |                                                    |
| 23 novembre 2017 19h00 CET |              | (0 - 0) |                          | Spectateurs : 12 000 Arbitrage : Svein Oddvar Moen | Spectateurs : 12 000 Arbitrage : Svein Oddvar Moen |
| 23 novembre 2017 19h00 CET | Rapport      |         |                          | Spectateurs : 12 000 Arbitrage : Svein Oddvar Moen | Spectateurs : 12 000 Arbitrage : Svein Oddvar Moen |

| 23 novembre 2017 | FC Cologne          | 1 - 0   | Arsenal FC | RheinEnergieStadion, Cologne                          |                                                       |
| 19h00 CET        | Guirassy 62e (pen.) | (0 - 0) |            | Spectateurs : 45 300 Arbitrage : Vladislav Bezborodov | Spectateurs : 45 300 Arbitrage : Vladislav Bezborodov |
| 19h00 CET        | Rapport             |         |            | Spectateurs : 45 300 Arbitrage : Vladislav Bezborodov | Spectateurs : 45 300 Arbitrage : Vladislav Bezborodov |

| 6e journée                | Étoile rouge de Belgrade | 1 - 0   | FC Cologne | Stade de l'Étoile rouge, Belgrade             |                                               |
| 7 décembre 2017 21h05 CET | Srnić 22e                | (1 - 0) |            | Spectateurs : 51 364 Arbitrage : Bobby Madden | Spectateurs : 51 364 Arbitrage : Bobby Madden |
| 7 décembre 2017 21h05 CET | Rapport                  |         |            | Spectateurs : 51 364 Arbitrage : Bobby Madden | Spectateurs : 51 364 Arbitrage : Bobby Madden |

| 7 décembre 2017 | Arsenal FC                                                                                     | 6 - 0   | BATE Borisov | Emirates Stadium, Londres                             |                                                       |
| 21h05 CET       | Debuchy 11e · Walcott 37e · Wilshere 43e · Polyakov 51e (csc) · Giroud 64e (pen.) · Elneny 74e | (3 - 0) |              | Spectateurs : 25 909 Arbitrage : Robert Schörgenhofer | Spectateurs : 25 909 Arbitrage : Robert Schörgenhofer |
| 21h05 CET       | Rapport                                                                                        |         |              | Spectateurs : 25 909 Arbitrage : Robert Schörgenhofer | Spectateurs : 25 909 Arbitrage : Robert Schörgenhofer |

### Groupe I
| Rang | Équipe                 | Pts | J | G | N | P | Bp | Bc | Diff |  | Résultats (▼ dom., ► ext.) |     |     |     |     |
| ---- | ---------------------- | --- | - | - | - | - | -- | -- | ---- |  | -------------------------- | --- | --- | --- | --- |
| 1    | Red Bull Salzbourg     | 12  | 6 | 3 | 3 | 0 | 7  | 1  | +6   |  | Red Bull Salzbourg         |     | 1-0 | 0-0 | 3-0 |
| 2    | Olympique de Marseille | 8   | 6 | 2 | 2 | 2 | 4  | 4  | 0    |  | Olympique de Marseille     | 0-0 |     | 1-0 | 2-1 |
| 3    | Konyaspor              | 6   | 6 | 1 | 3 | 2 | 3  | 5  | -2   |  | Konyaspor                  | 0-2 | 1-1 |     | 2-1 |
| 4    | Vitória Guimarães      | 5   | 6 | 1 | 2 | 3 | 5  | 9  | -4   |  | Vitória Guimarães          | 1-1 | 1-0 | 1-1 |     |

| 1re journée                  | Olympique de Marseille | 1 - 0   | Konyaspor | Stade Vélodrome, Marseille                        |                                                   |
| 14 septembre 2017 21h05 CEST | Rami 48e               | (0 - 0) |           | Spectateurs : 8 649 Arbitrage : Gediminas Mažeika | Spectateurs : 8 649 Arbitrage : Gediminas Mažeika |
| 14 septembre 2017 21h05 CEST | Rapport                |         |           | Spectateurs : 8 649 Arbitrage : Gediminas Mažeika | Spectateurs : 8 649 Arbitrage : Gediminas Mažeika |

| 14 septembre 2017 | Vitória Guimarães | 1 - 1   | Red Bull Salzbourg | Stade D. Afonso Henriques, Guimarães            |                                                 |
| 21h05 CEST        | Pedrao 25e        | (1 - 1) | 45e Berisha        | Spectateurs : 13 972 Arbitrage : Aliyar Aghayev | Spectateurs : 13 972 Arbitrage : Aliyar Aghayev |
| 21h05 CEST        | Rapport           |         |                    | Spectateurs : 13 972 Arbitrage : Aliyar Aghayev | Spectateurs : 13 972 Arbitrage : Aliyar Aghayev |

| 2e journée                   | Red Bull Salzbourg | 1 - 0   | Olympique de Marseille | Red Bull Arena, Salzbourg                   |                                             |
| 28 septembre 2017 19h00 CEST | Dabour 73e         | (0 - 0) |                        | Spectateurs : 11 832 Arbitrage : Ivan Bebek | Spectateurs : 11 832 Arbitrage : Ivan Bebek |
| 28 septembre 2017 19h00 CEST | Rapport            |         |                        | Spectateurs : 11 832 Arbitrage : Ivan Bebek | Spectateurs : 11 832 Arbitrage : Ivan Bebek |

| 28 septembre 2017 | Konyaspor                | 2 - 1   | Vitória Guimarães | Stade Konya Büyükşehir Belediye, Konya              |                                                     |
| 19h00 CEST        | Araz 24e · Milošević 48e | (1 - 0) | 74e Hurtado       | Spectateurs : 21 116 Arbitrage : Aleksandar Stavrev | Spectateurs : 21 116 Arbitrage : Aleksandar Stavrev |
| 19h00 CEST        | Rapport                  |         |                   | Spectateurs : 21 116 Arbitrage : Aleksandar Stavrev | Spectateurs : 21 116 Arbitrage : Aleksandar Stavrev |

| 3e journée                 | Konyaspor | 0 - 2   | Red Bull Salzbourg          | Stade Konya Büyükşehir Belediye, Konya        |                                               |
| 19 octobre 2017 19h00 CEST |           | (0 - 1) | 5e Gulbrandsen · 80e Dabour | Spectateurs : 23 354 Arbitrage : Craig Pawson | Spectateurs : 23 354 Arbitrage : Craig Pawson |
| 19 octobre 2017 19h00 CEST | Rapport   |         |                             | Spectateurs : 23 354 Arbitrage : Craig Pawson | Spectateurs : 23 354 Arbitrage : Craig Pawson |

| 19 octobre 2017 | Olympique de Marseille  | 2 - 1   | Vitória Guimarães | Stade Vélodrome, Marseille                          |                                                     |
| 19h00 CEST      | Ocampos 28e · Lopez 76e | (1 - 1) | 17e Martins (en)  | Spectateurs : 13 359 Arbitrage : Stefan Johannesson | Spectateurs : 13 359 Arbitrage : Stefan Johannesson |
| 19h00 CEST      | Rapport                 |         |                   | Spectateurs : 13 359 Arbitrage : Stefan Johannesson | Spectateurs : 13 359 Arbitrage : Stefan Johannesson |

| 4e journée                | Red Bull Salzbourg | 0 - 0   | Konyaspor | Red Bull Arena, Salzbourg                       |                                                 |
| 2 novembre 2017 21h05 CET |                    | (0 - 0) |           | Spectateurs : 8 773 Arbitrage : Paolo Mazzoleni | Spectateurs : 8 773 Arbitrage : Paolo Mazzoleni |
| 2 novembre 2017 21h05 CET | Rapport            |         |           | Spectateurs : 8 773 Arbitrage : Paolo Mazzoleni | Spectateurs : 8 773 Arbitrage : Paolo Mazzoleni |

| 2 novembre 2017 | Vitória Guimarães | 1 - 0   | Olympique de Marseille | Stade D. Afonso Henriques, Guimarães          |                                               |
| 21h05 CET       | Hurtado 80e       | (0 - 0) |                        | Spectateurs : 14 181 Arbitrage : Tamás Bognár | Spectateurs : 14 181 Arbitrage : Tamás Bognár |
| 21h05 CET       | Rapport           |         |                        | Spectateurs : 14 181 Arbitrage : Tamás Bognár | Spectateurs : 14 181 Arbitrage : Tamás Bognár |

| 5e journée                 | Konyaspor         | 1 - 1   | Olympique de Marseille | Stade Konya Büyükşehir Belediye, Konya          |                                                 |
| 23 novembre 2017 19h00 CET | Skubic 82e (pen.) | (0 - 0) | 90+3e (csc) Moke       | Spectateurs : 18 000 Arbitrage : Sergei Karasev | Spectateurs : 18 000 Arbitrage : Sergei Karasev |
| 23 novembre 2017 19h00 CET | Rapport           |         |                        | Spectateurs : 18 000 Arbitrage : Sergei Karasev | Spectateurs : 18 000 Arbitrage : Sergei Karasev |

| 23 novembre 2017 | Red Bull Salzbourg                            | 3 - 0   | Vitória Guimarães | Red Bull Arena, Salzbourg                     |                                               |
| 19h00 CET        | Dabour 26e · Ulmer 45+1e · Hwang Hee-chan 67e | (2 - 0) |                   | Spectateurs : 6 474 Arbitrage : Andrew Dallas | Spectateurs : 6 474 Arbitrage : Andrew Dallas |
| 19h00 CET        | Rapport                                       |         |                   | Spectateurs : 6 474 Arbitrage : Andrew Dallas | Spectateurs : 6 474 Arbitrage : Andrew Dallas |

| 6e journée                | Olympique de Marseille | 0 - 0   | Red Bull Salzbourg | Stade Vélodrome, Marseille                        |                                                   |
| 7 décembre 2017 21h05 CET |                        | (0 - 0) |                    | Spectateurs : 23 865 Arbitrage : Aleksei Kulbakov | Spectateurs : 23 865 Arbitrage : Aleksei Kulbakov |
| 7 décembre 2017 21h05 CET | Rapport                |         |                    | Spectateurs : 23 865 Arbitrage : Aleksei Kulbakov | Spectateurs : 23 865 Arbitrage : Aleksei Kulbakov |

| 7 décembre 2017 | Vitória Guimarães | 1 - 1   | Konyaspor    | Stade D. Afonso Henriques, Guimarães            |                                                 |
| 21h05 CET       | Turan 77e (csc)   | (0 - 1) | 15e Bourabia | Spectateurs : 9 040 Arbitrage : Daniel Stiebert | Spectateurs : 9 040 Arbitrage : Daniel Stiebert |
| 21h05 CET       | Rapport           |         |              | Spectateurs : 9 040 Arbitrage : Daniel Stiebert | Spectateurs : 9 040 Arbitrage : Daniel Stiebert |

### Groupe J
| Rang | Équipe          | Pts | J | G | N | P | Bp | Bc | Diff |  | Résultats (▼ dom., ► ext.) |     |     |     |     |
| ---- | --------------- | --- | - | - | - | - | -- | -- | ---- |  | -------------------------- | --- | --- | --- | --- |
| 1    | Athletic Bilbao | 11  | 6 | 3 | 2 | 1 | 8  | 5  | +3   |  | Athletic Bilbao            |     | 1-0 | 0-1 | 3-2 |
| 2    | Östersunds FK   | 11  | 6 | 3 | 2 | 1 | 8  | 4  | +4   |  | Östersunds FK              | 2-2 |     | 2-0 | 1-0 |
| 3    | Zorya Louhansk  | 6   | 6 | 2 | 0 | 4 | 3  | 9  | -6   |  | Zorya Louhansk             | 0-2 | 0-2 |     | 2-1 |
| 4    | Hertha Berlin   | 5   | 6 | 1 | 2 | 4 | 6  | 7  | -1   |  | Hertha Berlin              | 0-0 | 1-1 | 2-0 |     |

| 1re journée                  | Zorya Louhansk | 0 - 2   | Östersunds FK            | Arena Lviv, Lviv                                 |                                                  |
| 14 septembre 2017 21h05 CEST |                | (0 - 0) | 50e Ghoddos · 90+4e Gero | Spectateurs : 5 097 Arbitrage : Stephan Klossner | Spectateurs : 5 097 Arbitrage : Stephan Klossner |
| 14 septembre 2017 21h05 CEST | Rapport        |         |                          | Spectateurs : 5 097 Arbitrage : Stephan Klossner | Spectateurs : 5 097 Arbitrage : Stephan Klossner |

| 14 septembre 2017 | Hertha Berlin | 0 - 0   | Athletic Bilbao | Olympiastadion, Berlin                         |                                                |
| 21h05 CEST        |               | (0 - 0) |                 | Spectateurs : 28 832 Arbitrage : Ivan Kružliak | Spectateurs : 28 832 Arbitrage : Ivan Kružliak |
| 21h05 CEST        | Rapport       |         |                 | Spectateurs : 28 832 Arbitrage : Ivan Kružliak | Spectateurs : 28 832 Arbitrage : Ivan Kružliak |

| 2e journée                   | Athletic Bilbao | 0 - 1   | Zorya Louhansk | Stade San Mamés, Bilbao                        |                                                |
| 28 septembre 2017 19h00 CEST |                 | (0 - 1) | 26e Kharatin   | Spectateurs : 32 462 Arbitrage : Halis Özkahya | Spectateurs : 32 462 Arbitrage : Halis Özkahya |
| 28 septembre 2017 19h00 CEST | Rapport         |         |                | Spectateurs : 32 462 Arbitrage : Halis Özkahya | Spectateurs : 32 462 Arbitrage : Halis Özkahya |

| 28 septembre 2017 | Östersunds FK    | 1 - 0   | Hertha Berlin | Jämtkraft Arena, Östersund                 |                                            |
| 19h00 CEST        | Nouri 22e (pen.) | (1 - 0) |               | Spectateurs : 8 009 Arbitrage : Luca Banti | Spectateurs : 8 009 Arbitrage : Luca Banti |
| 19h00 CEST        | Rapport          |         |               | Spectateurs : 8 009 Arbitrage : Luca Banti | Spectateurs : 8 009 Arbitrage : Luca Banti |

| 3e journée                 | Östersunds FK          | 2 - 2   | Athletic Bilbao           | Jämtkraft Arena, Östersund                    |                                               |
| 19 octobre 2017 19h00 CEST | Gero 52e · Edwards 64e | (0 - 1) | 14e Aduriz · 89e Williams | Spectateurs : 7 870 Arbitrage : István Kovács | Spectateurs : 7 870 Arbitrage : István Kovács |
| 19 octobre 2017 19h00 CEST | Rapport                |         |                           | Spectateurs : 7 870 Arbitrage : István Kovács | Spectateurs : 7 870 Arbitrage : István Kovács |

| 19 octobre 2017 | Zorya Louhansk         | 2 - 1   | Hertha Berlin | Arena Lviv, Lviv                            |                                             |
| 19h00 CEST      | Silas 42e · Svatok 79e | (1 - 0) | 56e Selke     | Spectateurs : 9 521 Arbitrage : Liran Liany | Spectateurs : 9 521 Arbitrage : Liran Liany |
| 19h00 CEST      | Rapport                |         |               | Spectateurs : 9 521 Arbitrage : Liran Liany | Spectateurs : 9 521 Arbitrage : Liran Liany |

| 4e journée                | Athletic Bilbao | 1 - 0   | Östersunds FK | Stade San Mamés, Bilbao                    |                                            |
| 2 novembre 2017 21h05 CET | Aduriz 70e      | (0 - 0) |               | Spectateurs : 32 354 Arbitrage : Paweł Gil | Spectateurs : 32 354 Arbitrage : Paweł Gil |
| 2 novembre 2017 21h05 CET | Rapport         |         |               | Spectateurs : 32 354 Arbitrage : Paweł Gil | Spectateurs : 32 354 Arbitrage : Paweł Gil |

| 2 novembre 2017 | Hertha Berlin | 2 - 0   | Zorya Louhansk | Olympiastadion, Berlin                       |                                              |
| 21h05 CET       | Selke 16e 73e | (1 - 0) |                | Spectateurs : 20 358 Arbitrage : John Beaton | Spectateurs : 20 358 Arbitrage : John Beaton |
| 21h05 CET       | Rapport       |         |                | Spectateurs : 20 358 Arbitrage : John Beaton | Spectateurs : 20 358 Arbitrage : John Beaton |

| 5e journée                 | Östersunds FK                       | 2 - 0   | Zorya Louhansk | Jämtkraft Arena, Östersund                 |                                            |
| 23 novembre 2017 19h00 CET | Hrechyshkin 40e (csc) · Ghoddos 77e | (1 - 0) |                | Spectateurs : 7 754 Arbitrage : Kevin Blom | Spectateurs : 7 754 Arbitrage : Kevin Blom |
| 23 novembre 2017 19h00 CET | Rapport                             |         |                | Spectateurs : 7 754 Arbitrage : Kevin Blom | Spectateurs : 7 754 Arbitrage : Kevin Blom |

| 23 novembre 2017 | Athletic Bilbao                             | 3 - 2   | Hertha Berlin          | Stade San Mamés, Bilbao                            |                                                    |
| 19h00 CET        | Aduriz 35e (pen.) 66e (pen.) · Williams 82e | (1 - 2) | 26e Leckie · 36e Selke | Spectateurs : 38 928 Arbitrage : Paolo Tagliavento | Spectateurs : 38 928 Arbitrage : Paolo Tagliavento |
| 19h00 CET        | Rapport                                     |         |                        | Spectateurs : 38 928 Arbitrage : Paolo Tagliavento | Spectateurs : 38 928 Arbitrage : Paolo Tagliavento |

| 6e journée                | Zorya Louhansk | 0 - 2   | Athletic Bilbao         | Arena Lviv, Lviv                             |                                              |
| 7 décembre 2017 21h05 CET |                | (0 - 0) | 70e Aduriz · 86e García | Spectateurs : 8 428 Arbitrage : Ruddy Buquet | Spectateurs : 8 428 Arbitrage : Ruddy Buquet |
| 7 décembre 2017 21h05 CET | Rapport        |         |                         | Spectateurs : 8 428 Arbitrage : Ruddy Buquet | Spectateurs : 8 428 Arbitrage : Ruddy Buquet |

| 7 décembre 2017 | Hertha Berlin | 1 - 1   | Östersunds FK        | Olympiastadion, Berlin                         |                                                |
| 21h05 CET       | Pekarík 61e   | (0 - 0) | 58e Papagiannopoulos | Spectateurs : 15 686 Arbitrage : Tiago Martins | Spectateurs : 15 686 Arbitrage : Tiago Martins |
| 21h05 CET       | Rapport       |         |                      | Spectateurs : 15 686 Arbitrage : Tiago Martins | Spectateurs : 15 686 Arbitrage : Tiago Martins |

### Groupe K
| Rang | Équipe         | Pts | J | G | N | P | Bp | Bc | Diff |  | Résultats (▼ dom., ► ext.) |     |     |     |     |
| ---- | -------------- | --- | - | - | - | - | -- | -- | ---- |  | -------------------------- | --- | --- | --- | --- |
| 1    | Lazio Rome     | 13  | 6 | 4 | 1 | 1 | 12 | 7  | +5   |  | Lazio Rome                 |     | 1-0 | 2-0 | 1-1 |
| 2    | OGC Nice       | 9   | 6 | 3 | 0 | 3 | 12 | 7  | +5   |  | OGC Nice                   | 1-3 |     | 3-1 | 3-0 |
| 3    | Zulte Waregem  | 7   | 6 | 2 | 1 | 3 | 8  | 13 | -5   |  | Zulte Waregem              | 3-2 | 1-5 |     | 1-1 |
| 4    | Vitesse Arnhem | 5   | 6 | 1 | 2 | 3 | 5  | 10 | -5   |  | Vitesse Arnhem             | 2-3 | 1-0 | 0-2 |     |

| 1re journée                  | Zulte Waregem  | 1 - 5   | OGC Nice                                                     | Stade Arc-en-ciel, Waregem                    |                                               |
| 14 septembre 2017 21h05 CEST | Leya Iseka 46e | (0 - 3) | 16e 20e Pléa · 28e Dante · 69e Saint-Maximin · 74e Balotelli | Spectateurs : 9 072 Arbitrage : Ali Palabıyık | Spectateurs : 9 072 Arbitrage : Ali Palabıyık |
| 14 septembre 2017 21h05 CEST | Rapport        |         |                                                              | Spectateurs : 9 072 Arbitrage : Ali Palabıyık | Spectateurs : 9 072 Arbitrage : Ali Palabıyık |

| 14 septembre 2017 | Vitesse Arnhem           | 2 - 3   | Lazio Rome                             | Gelredome, Arnhem                            |                                              |
| 21h05 CEST        | Matavž 33e · Linssen 57e | (1 - 0) | 51e Parolo · 67e Immobile · 75e Murgia | Spectateurs : 19 867 Arbitrage : Liran Liany | Spectateurs : 19 867 Arbitrage : Liran Liany |
| 21h05 CEST        | Rapport                  |         |                                        | Spectateurs : 19 867 Arbitrage : Liran Liany | Spectateurs : 19 867 Arbitrage : Liran Liany |

| 2e journée                   | Lazio Rome                 | 2 - 0   | Zulte Waregem | Stadio Olimpico, Rome                        |                                              |
| 28 septembre 2017 19h00 CEST | Caicedo 18e · Immobile 90e | (1 - 0) |               | Spectateurs : 300 Arbitrage : Harald Lechner | Spectateurs : 300 Arbitrage : Harald Lechner |
| 28 septembre 2017 19h00 CEST | Rapport                    |         |               | Spectateurs : 300 Arbitrage : Harald Lechner | Spectateurs : 300 Arbitrage : Harald Lechner |

| 28 septembre 2017 | OGC Nice                         | 3 - 0   | Vitesse Arnhem | Allianz Riviera, Nice                          |                                                |
| 19h00 CEST        | Pléa 16e 81e · Saint-Maximin 45e | (2 - 0) |                | Spectateurs : 15 006 Arbitrage : Aleksei Eskov | Spectateurs : 15 006 Arbitrage : Aleksei Eskov |
| 19h00 CEST        | Rapport                          |         |                | Spectateurs : 15 006 Arbitrage : Aleksei Eskov | Spectateurs : 15 006 Arbitrage : Aleksei Eskov |

| 3e journée                 | OGC Nice     | 1 - 3   | Lazio Rome                            | Allianz Riviera, Nice                          |                                                |
| 19 octobre 2017 19h00 CEST | Balotelli 4e | (1 - 1) | 5e Caicedo · 65e 89e Milinković-Savić | Spectateurs : 21 386 Arbitrage : Craig Thomson | Spectateurs : 21 386 Arbitrage : Craig Thomson |
| 19 octobre 2017 19h00 CEST | Rapport      |         |                                       | Spectateurs : 21 386 Arbitrage : Craig Thomson | Spectateurs : 21 386 Arbitrage : Craig Thomson |

| 19 octobre 2017 | Zulte Waregem    | 1 - 1   | Vitesse Arnhem | Stade Arc-en-ciel, Waregem                 |                                            |
| 19h00 CEST      | Kashia 23e (csc) | (1 - 1) | 27e Bruns      | Spectateurs : 9 488 Arbitrage : Ivan Bebek | Spectateurs : 9 488 Arbitrage : Ivan Bebek |
| 19h00 CEST      | Rapport          |         |                | Spectateurs : 9 488 Arbitrage : Ivan Bebek | Spectateurs : 9 488 Arbitrage : Ivan Bebek |

| 4e journée                | Lazio Rome              | 1 - 0   | OGC Nice | Stadio Olimpico, Rome                              |                                                    |
| 2 novembre 2017 21h05 CET | Le Marchand 90+2e (csc) | (0 - 0) |          | Spectateurs : 21 327 Arbitrage : Jesús Gil Manzano | Spectateurs : 21 327 Arbitrage : Jesús Gil Manzano |
| 2 novembre 2017 21h05 CET | Rapport                 |         |          | Spectateurs : 21 327 Arbitrage : Jesús Gil Manzano | Spectateurs : 21 327 Arbitrage : Jesús Gil Manzano |

| 2 novembre 2017 | Vitesse Arnhem | 0 - 2   | Zulte Waregem        | Gelredome, Arnhem                                 |                                                   |
| 21h05 CET       |                | (0 - 1) | 3e Baudry · 70e Kaya | Spectateurs : 17 906 Arbitrage : Yevhen Aranovsky | Spectateurs : 17 906 Arbitrage : Yevhen Aranovsky |
| 21h05 CET       | Rapport        |         |                      | Spectateurs : 17 906 Arbitrage : Yevhen Aranovsky | Spectateurs : 17 906 Arbitrage : Yevhen Aranovsky |

| 5e journée                 | OGC Nice                             | 3 - 1   | Zulte Waregem  | Allianz Riviera, Nice                       |                                             |
| 23 novembre 2017 19h00 CET | Balotelli 5e (pen.) 31e · Tameze 86e | (2 - 0) | 81e Hamalainen | Spectateurs : 20 274 Arbitrage : Luca Banti | Spectateurs : 20 274 Arbitrage : Luca Banti |
| 23 novembre 2017 19h00 CET | Rapport                              |         |                | Spectateurs : 20 274 Arbitrage : Luca Banti | Spectateurs : 20 274 Arbitrage : Luca Banti |

| 23 novembre 2017 | Lazio Rome  | 1 - 1   | Vitesse Arnhem | Stadio Olimpico, Rome                         |                                               |
| 19h00 CET        | Alberto 42e | (1 - 1) | 13e Linssen    | Spectateurs : 8 226 Arbitrage : Ali Palabıyık | Spectateurs : 8 226 Arbitrage : Ali Palabıyık |
| 19h00 CET        | Rapport     |         |                | Spectateurs : 8 226 Arbitrage : Ali Palabıyık | Spectateurs : 8 226 Arbitrage : Ali Palabıyık |

| 6e journée                | Zulte Waregem                            | 3 - 2   | Lazio Rome              | Stade Arc-en-ciel, Waregem                                 |                                                            |
| 7 décembre 2017 21h05 CET | De Pauw 6e · Heylen 60e · Leya Iseka 83e | (1 - 0) | 67e Caicedo · 76e Leiva | Spectateurs : 8 845 Arbitrage : Charalambos Kalogeropoulos | Spectateurs : 8 845 Arbitrage : Charalambos Kalogeropoulos |
| 7 décembre 2017 21h05 CET | Rapport                                  |         |                         | Spectateurs : 8 845 Arbitrage : Charalambos Kalogeropoulos | Spectateurs : 8 845 Arbitrage : Charalambos Kalogeropoulos |

| 7 décembre 2017 | Vitesse Arnhem | 1 - 0   | OGC Nice | Gelredome, Arnhem                               |                                                 |
| 21h05 CET       | Castaignos 85e | (0 - 0) |          | Spectateurs : 17 564 Arbitrage : Sandro Schärer | Spectateurs : 17 564 Arbitrage : Sandro Schärer |
| 21h05 CET       | Rapport        |         |          | Spectateurs : 17 564 Arbitrage : Sandro Schärer | Spectateurs : 17 564 Arbitrage : Sandro Schärer |

### Groupe L
| Rang | Équipe                   | Pts | J | G | N | P | Bp | Bc | Diff |  | Résultats (▼ dom., ► ext.) |     |     |     |     |
| ---- | ------------------------ | --- | - | - | - | - | -- | -- | ---- |  | -------------------------- | --- | --- | --- | --- |
| 1    | Zénith Saint-Pétersbourg | 16  | 6 | 5 | 1 | 0 | 17 | 5  | +12  |  | Zénith Saint-Pétersbourg   |     | 3-1 | 3-1 | 2-1 |
| 2    | Real Sociedad            | 12  | 6 | 4 | 0 | 2 | 16 | 6  | +10  |  | Real Sociedad              | 1-3 |     | 4-0 | 3-0 |
| 3    | Rosenborg BK             | 5   | 6 | 1 | 2 | 3 | 6  | 11 | -5   |  | Rosenborg BK               | 1-1 | 0-1 |     | 3-1 |
| 4    | Vardar Skopje            | 1   | 6 | 0 | 1 | 5 | 3  | 20 | -17  |  | Vardar Skopje              | 0-5 | 0-6 | 1-1 |     |

| 1re journée                  | Real Sociedad                                       | 4 - 0   | Rosenborg BK | Stade d'Anoeta, Saint-Sébastien                  |                                                  |
| 14 septembre 2017 21h05 CEST | Llorente 9e 77e · Zurutuza 10e · Skjelvik 41e (csc) | (3 - 0) |              | Spectateurs : 21 479 Arbitrage : Paolo Mazzoleni | Spectateurs : 21 479 Arbitrage : Paolo Mazzoleni |
| 14 septembre 2017 21h05 CEST | Rapport                                             |         |              | Spectateurs : 21 479 Arbitrage : Paolo Mazzoleni | Spectateurs : 21 479 Arbitrage : Paolo Mazzoleni |

| 14 septembre 2017 | Vardar Skopje | 0 - 5   | Zénith Saint-Pétersbourg                                 | Philip II Arena, Skopje                       |                                               |
| 21h05 CEST        |               | (0 - 3) | 6e 21e Kokorin · 39e Dziouba · 66e Ivanović · 89e Rigoni | Spectateurs : 11 118 Arbitrage : Jakob Kehlet | Spectateurs : 11 118 Arbitrage : Jakob Kehlet |
| 21h05 CEST        | Rapport       |         |                                                          | Spectateurs : 11 118 Arbitrage : Jakob Kehlet | Spectateurs : 11 118 Arbitrage : Jakob Kehlet |

| 2e journée                   | Zénith Saint-Pétersbourg    | 3 - 1   | Real Sociedad | Stade de Saint-Pétersbourg, Saint-Pétersbourg   |                                                 |
| 28 septembre 2017 19h00 CEST | Rigoni 5e · Kokorin 24e 60e | (2 - 1) | 41e Llorente  | Spectateurs : 50 487 Arbitrage : Andre Marriner | Spectateurs : 50 487 Arbitrage : Andre Marriner |
| 28 septembre 2017 19h00 CEST | Rapport                     |         |               | Spectateurs : 50 487 Arbitrage : Andre Marriner | Spectateurs : 50 487 Arbitrage : Andre Marriner |

| 28 septembre 2017 | Rosenborg BK                                        | 3 - 1   | Vardar Skopje | Lerkendal Stadion, Trondheim                    |                                                 |
| 19h00 CEST        | Bendtner 25e (pen.) · Konradsen 56e · Hedenstad 68e | (1 - 0) | 90+1e Felipe  | Spectateurs : 16 038 Arbitrage : Georgi Kabakov | Spectateurs : 16 038 Arbitrage : Georgi Kabakov |
| 19h00 CEST        | Rapport                                             |         |               | Spectateurs : 16 038 Arbitrage : Georgi Kabakov | Spectateurs : 16 038 Arbitrage : Georgi Kabakov |

| 3e journée                 | Vardar Skopje | 0 - 6   | Real Sociedad                                          | Philip II Arena, Skopje                         |                                                 |
| 19 octobre 2017 19h00 CEST |               | (0 - 3) | 12e Oyarzabal · 34e 42e 55e 59e José · 90e de la Bella | Spectateurs : 20 368 Arbitrage : Aliyar Aghayev | Spectateurs : 20 368 Arbitrage : Aliyar Aghayev |
| 19 octobre 2017 19h00 CEST | Rapport       |         |                                                        | Spectateurs : 20 368 Arbitrage : Aliyar Aghayev | Spectateurs : 20 368 Arbitrage : Aliyar Aghayev |

| 19 octobre 2017 | Zénith Saint-Pétersbourg | 3 - 1   | Rosenborg BK | Stade de Saint-Pétersbourg, Saint-Pétersbourg   |                                                 |
| 19h00 CEST      | Rigoni 2e 68e 75e        | (1 - 0) | 88e Helland  | Spectateurs : 46 211 Arbitrage : Tobias Stieler | Spectateurs : 46 211 Arbitrage : Tobias Stieler |
| 19h00 CEST      | Rapport                  |         |              | Spectateurs : 46 211 Arbitrage : Tobias Stieler | Spectateurs : 46 211 Arbitrage : Tobias Stieler |

| 4e journée                | Real Sociedad                               | 3 - 0   | Vardar Skopje | Stade d'Anoeta, Saint-Sébastien                       |                                                       |
| 2 novembre 2017 21h05 CET | Juanmi 31e · de la Bella 69e · Bautista 81e | (1 - 0) |               | Spectateurs : 17 242 Arbitrage : Robert Schörgenhofer | Spectateurs : 17 242 Arbitrage : Robert Schörgenhofer |
| 2 novembre 2017 21h05 CET | Rapport                                     |         |               | Spectateurs : 17 242 Arbitrage : Robert Schörgenhofer | Spectateurs : 17 242 Arbitrage : Robert Schörgenhofer |

| 2 novembre 2017 | Rosenborg BK        | 1 - 1   | Zénith Saint-Pétersbourg | Lerkendal Stadion, Trondheim                      |                                                   |
| 21h05 CET       | Bendtner 55e (pen.) | (0 - 0) | 90+3e Kokorin            | Spectateurs : 18 597 Arbitrage : Serdar Gözübüyük | Spectateurs : 18 597 Arbitrage : Serdar Gözübüyük |
| 21h05 CET       | Rapport             |         |                          | Spectateurs : 18 597 Arbitrage : Serdar Gözübüyük | Spectateurs : 18 597 Arbitrage : Serdar Gözübüyük |

| 5e journée                 | Rosenborg BK | 0 - 1   | Real Sociedad | Lerkendal Stadion, Trondheim                      |                                                   |
| 23 novembre 2017 19h00 CET |              | (0 - 0) | 90e Oyarzabal | Spectateurs : 18 307 Arbitrage : Daniel Stefański | Spectateurs : 18 307 Arbitrage : Daniel Stefański |
| 23 novembre 2017 19h00 CET | Rapport      |         |               | Spectateurs : 18 307 Arbitrage : Daniel Stefański | Spectateurs : 18 307 Arbitrage : Daniel Stefański |

| 23 novembre 2017 | Zénith Saint-Pétersbourg | 2 - 1   | Vardar Skopje   | Stade de Saint-Pétersbourg, Saint-Pétersbourg   |                                                 |
| 19h00 CET        | Poloz 16e · Rigoni 43e   | (2 - 0) | 90+3e Blaževski | Spectateurs : 38 196 Arbitrage : Bart Vertenten | Spectateurs : 38 196 Arbitrage : Bart Vertenten |
| 19h00 CET        | Rapport                  |         |                 | Spectateurs : 38 196 Arbitrage : Bart Vertenten | Spectateurs : 38 196 Arbitrage : Bart Vertenten |

| 6e journée                | Real Sociedad | 1 - 3   | Zénith Saint-Pétersbourg                 | Stade d'Anoeta, Saint-Sébastien              |                                              |
| 7 décembre 2017 21h05 CET | José 58e      | (0 - 1) | 35e Erokhin · 64e Ivanović · 85e Paredes | Spectateurs : 20 609 Arbitrage : Liran Liany | Spectateurs : 20 609 Arbitrage : Liran Liany |
| 7 décembre 2017 21h05 CET | Rapport       |         |                                          | Spectateurs : 20 609 Arbitrage : Liran Liany | Spectateurs : 20 609 Arbitrage : Liran Liany |

| 7 décembre 2017 | Vardar Skopje | 1 - 1   | Rosenborg BK   | Philip II Arena, Skopje                      |                                              |
| 21h05 CET       | Ytalo 9e      | (1 - 1) | 45+2e Bendtner | Spectateurs : 7 839 Arbitrage : Serhiy Boyko | Spectateurs : 7 839 Arbitrage : Serhiy Boyko |
| 21h05 CET       | Rapport       |         |                | Spectateurs : 7 839 Arbitrage : Serhiy Boyko | Spectateurs : 7 839 Arbitrage : Serhiy Boyko |